# Žraloci
Žraloci (Selachii) představují takřka výhradně mořskou skupinu příčnoústých paryb, pro kterou je charakteristické vřetenovité či válcovité, vzácně u některých skupin zploštělé tělo, heterocerkní ocasní ploutev (její horní lalok je dominantní), 5 či výjimečně až 7 žaberních štěrbin po stranách hlavy a prsní ploutve, které nejsou srostlé s hlavou (jako u rejnoků, kteří jsou jejich sesterskou skupinou). Dále mají typicky dvě hřbetní ploutve, jednu ploutev řitní (která však u mnoha z nich chybí) a kromě zmíněných prsních ještě párové břišní ploutve. Jako ostatní paryby mají vnitřní oplození (k oplodnění vajíčka dochází v těle samice): samci se vyznačují modifikovanými břišními ploutvemi, které fungují jako pářicí orgán. Většina žraloků po dlouhém období březosti rodí dobře vyvinutá a relativně velká živá mláďata, někteří žraloci kladou velká vejce s pevným pouzdrem. Další znaky, které jsou pro žraloky typické, ale sdílejí je i s rejnoky, případně v různé míře i s chimérami, jsou plakoidní šupiny na povrchu těla, redukovaná chrupavčitá kostra, horní čelist tvořená netradičně kostí (ovšem chrupavčitou) zvanou palatoquadratum (nikoli maxilou) nebo zuby, které v řadách postupně dorůstají směrem vpřed k okraji čelisti.   
Všichni žraloci jsou masožraví, ale živí se rozmanitou potravou od planktonu, který filtrují z vody, přes ryby a živočichy dna až po velké mořské savce. Jakožto vrcholoví predátoři jsou vyzbrojeni citlivými smysly, mezi nimiž vyniká čich, sluch (který do jisté míry ve vodě splývá s mechanorecepcí jako takovou), ale třeba i elektrorecepce (vnímání elektrického pole) zprostředkovaná tzv. Lorenziniho ampulemi.   
Žraloků je známo přes 530 druhů, které se řadí do 9 řádů tvořících dvě hlavní fylogenetické linie (Squalomorphi a Galeomorphi). Nejmenší z nich měří asi 20 cm, planktonožravý žralok obrovský dosahuje asi až 18 m a je největším rybovitým obratlovcem vůbec. Žraloci přitom rostou poměrně pomalu a někteří z nich jsou extrémně dlouhověcí: u žraloka malohlavého byl stanoven nejvyšší věk mezi obratlovci – asi 400 let. Jakožto monofyletická linie odlišná od rejnoků jsou žraloci poměrně mladou skupinou: jejich nejstarší doklady jsou známy z druhohor, resp. u některých nejistých nálezů snad i z konce prvohor. Přesto se v případě mnoha prvohorních paryb běžně mluví o archaických „žralocích“, protože měli podobný vzhled i styl života jako moderní žraloci – o zástupce této skupiny však nejde.   
Žraloci jsou nechvalně proslulí schopností zaútočit na člověka a v nejhorším případě jej i zabít (to se týká zejména žraloka bílého, tygřího a bělavého). Z globálního hlediska jsou ale útoky žraloků, obzvláště ty s fatálním koncem, velmi vzácné. Naopak člověk představuje pro žraloky velice významný zdroj ohrožení. Žraloci mají dlouhý reprodukční cyklus a intenzivnímu lovu nejsou jejich populace schopné odolat. Žraloci jsou přitom loveni jak pro trofeje, tak v mnohem větší míře pro maso, tuk a zejména ploutve, po nichž je jako po důležité přísadě žraločích polévek oblíbených zejména ve východní Asii veliká poptávka.   

## Stavba těla
Tělo žraloků je většinou torpédovité (vřetenovité) nebo válcovité, někdy až hadovitě protažené, rozdělené na hlavu, trup a ocas, vybavené jak párovými ploutvemi (prsní, břišní), tak ploutvemi nepárovými (hřbetními, které jsou nejčastěji dvě, dále ocasní a řitní ploutví). Vzácně je hřbetní ploutev jen jedna (např. u šedounů), řitní ploutev chybí skoro všech zástupců linie Squalomorphi kromě šedounů. Existují i bentické druhy žraloků se zploštělým tělem, kteří mohou připomínat rejnoky (zvláště polorejnoci a wobegongové; pilonosové připomínají pilouny). Na rozdíl od rejnoků však mají i tito žraloci žaberní otvory po stranách těla (rejnoci vespod) a jejich prsní ploutve nejsou protaženy nad žaberními štěrbinami až k hlavě. Tak jako další paryby jsou žraloci typičtí drsnou kůží krytou plakoidními šupinami, chrupavčitou kostrou nebo břišními ploutvemi přeměněnými u samců v pářicí orgány (pterygopodia).

Stavba těla typického žraloka

### Velikost

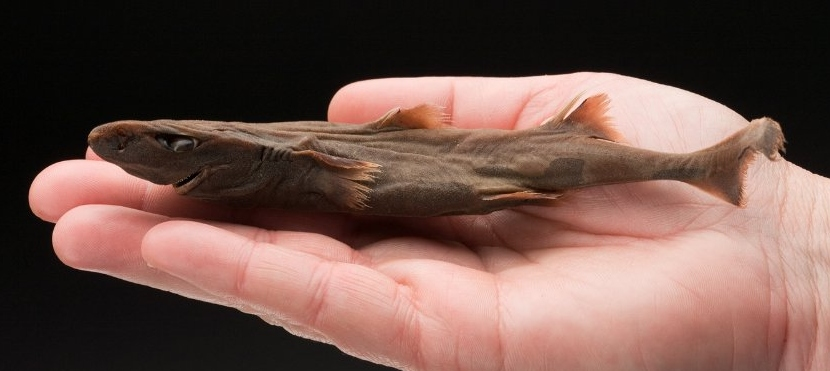
Preparovaný světloun Perryho, nejmenší žralok

Žraloci patří spíše mezi středně velké až obrovské mořské živočichy. Vysloveně drobné druhy, které by byly srovnatelné např. s několikacentimetrovými paprskoploutvými rybami, mezi nimi chybí. Nejmenší žralok je světloun Perryho (Etmopterus perryi), který dorůstá maximálně asi 20 cm (samice), dospělí samci měří 16–17 cm. Jen o málo větší je příbuzný světloun Carterův (E. carteri). Přes 90 % druhů přesahuje 30 cm, asi polovina žraloků dorůstá kolem jednoho metru a přibližně 20 % jich přesahuje 2 m. Největší jsou žraloci filtrující z vody plankton: snad až dvanáctimetrový žralok veliký a především žralok obrovský, který patrně může dosáhnout až 18 m délky a je vůbec největším rybovitým obratlovcem. Mezi další velké žraloky patří žralok bílý (až asi 7 m), žralok malohlavý (přes 6 m) nebo žralok tygří, žralok šedý, kladivoun velký nebo liškoun obecný (kteří měří mezi 5 a 6 m). U všech velkých žraloků je častým problémem absence přesných, věrohodných údajů o jejich velikosti. Jejich rozměry mohou být odhadovány i velmi nespolehlivými metodami a navíc existuje evidentní tendence jejich rozměry nadhodnocovat.

### Kostra

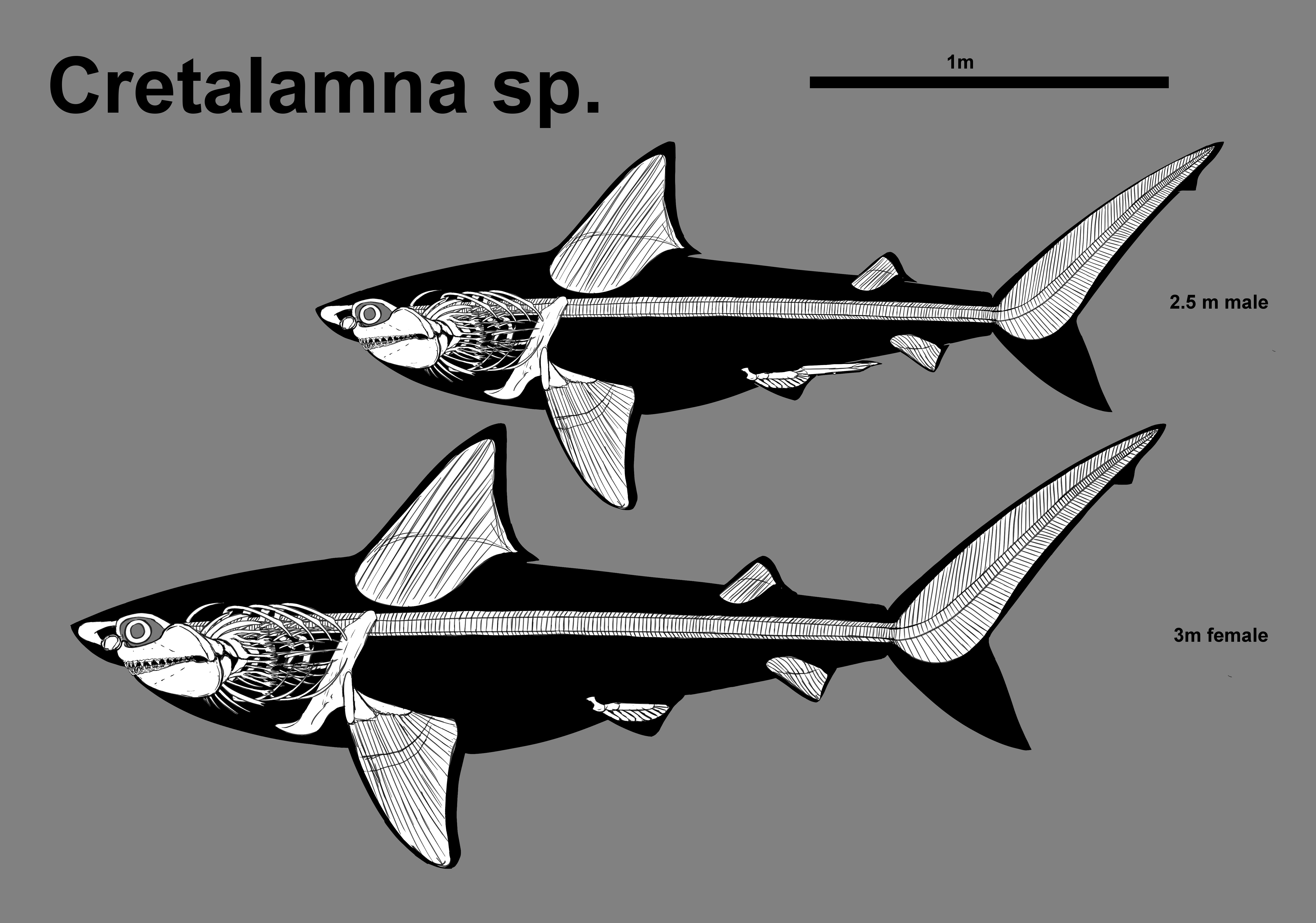
Rekonstrukce vzhledu a kompletního skeletu vyhynulého žraloka rodu Cretalamna

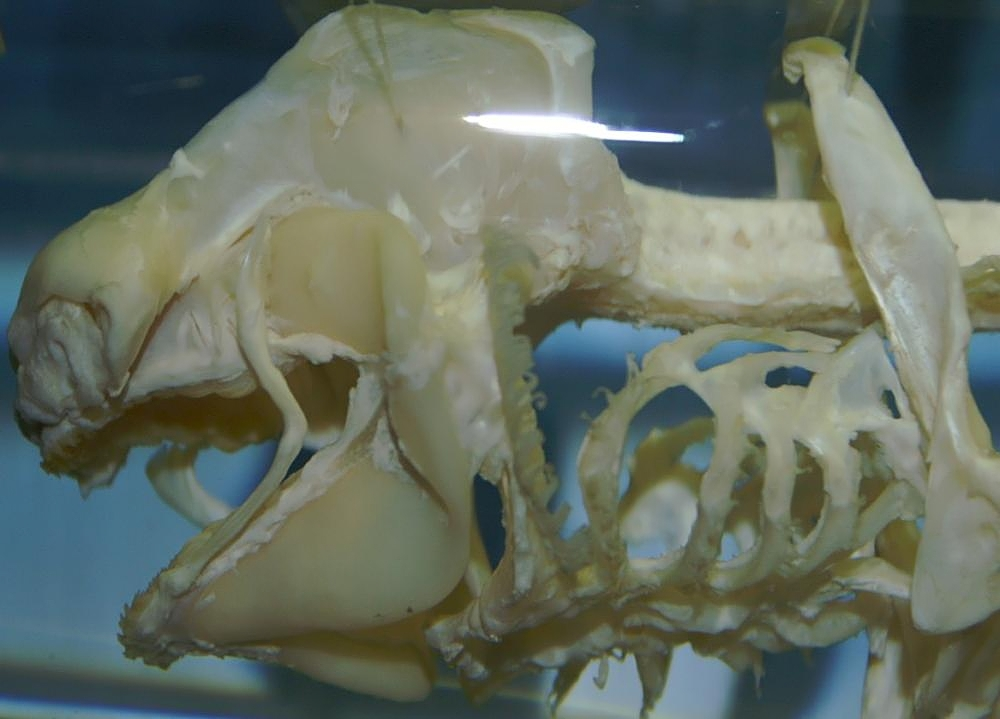
Preparovaný skelet různozubce se zřetelným palatoquadratem („horní čelistí“) odděleným od zbytku lebky, která je beze švů

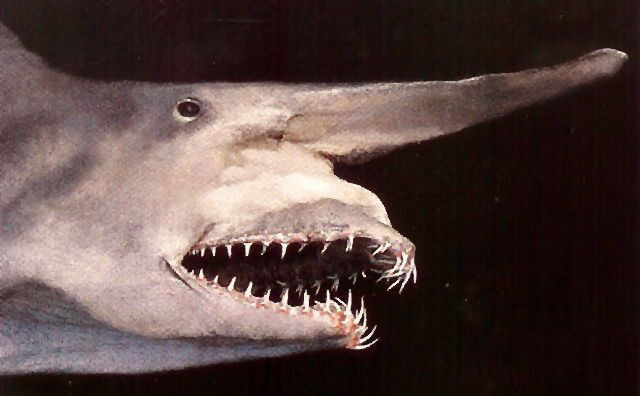
Žralok šotek s daleko vysunutou horní čelistí (v klidu čelist nevyčnívá z profilu hlavy)

Kostra žraloků (a paryb obecně) je chrupavčitá a relativně jednoduše stavěná: zahrnuje lebku a páteř, oporu žaberních oblouků a kostru ploutví. Chrupavka je oproti kostní tkáni lehčí a flexibilnější, zároveň je však u paryb na povrchu zpevněná vrstvou mineralizovaných šestibokých destiček (prizmat). Lebka žraloků (resp. paryb) je velmi kompaktní, její jednotlivé součásti jsou pevně srostlé do jediného celku (neurokrania čili chondrokrania), na kterém nejsou patrné švy. Horní čelist (tvořená chrupavčitou kostí zvanou palatoquadratum) však není pevně přirostlá ke zbytku lebky, což umožňuje částečné vysunutí úst při lovu nebo při ukusování velkých soust z těla kořisti. Na přikloubení palatoquadrata ke zbytku lebky se podílí významnou měrou chrupavčitá kost hyomandibulare, která je součástí tzv. jazylkového oblouku umístěného za čelistmi. Takovýto závěs čelisti (přítomný např. i u paprskoploutvých ryb, byť jsou jejich čelisti tvořeny jinými kostmi) se označuje jako hyostylie a u žraloků se vyskytuje v různých modifikacích. Např. varianta, kdy je čelist uchycená pomocí vazů i vpředu, se někdy označuje jako amfistylie, mezi oběma variantami je ale plynulý přechod. Některé bentické druhy žraloků, např. polorejnoci, využívají vysunutelná, široce otevíratelná ústa při přepadávání okolo plující kořisti, kterou navíc prudce otevřenými ústy částečně nasají i s vodou.
  

Horní čelist pohyblivá nezávisle na zbytku lebky a podsunutí úst do spodní pozice umožňují jednak lepší manipulaci s kořistí a jednak silnější osvalení tlamy. Žraloci jsou tak schopni pozřít relativně velkou kořist a především ji případně zpracovat (ukusovat z ní jednotlivá sousta). Síla stisku čelistí je přitom u velkých žraloků obdivuhodná: pro největší (nejtěžší) doložené jedince žraloka bílého (o hmotnosti přes 3,3 t) se odhaduje síla stisku v přední části tlamy na více než  9000 N (u žraloka mako byla údajně přímo naměřena síla stisku asi 13 kN), v zadní části tlamy je síla asi dvakrát větší, což je patrně vůbec nejsilnější skus mezi současnými živočichy. Na druhou stranu relativní (tj. na hmotnost těla přepočtená) síla stisku je podobná jako u řady jiných predátorů. Např. pro čtvrttunového žraloka bílého srovnatelného svou hmotností třeba se lvem by podle téhož modelu měl být stisk slabší než u lva a u menších žraloků již není síla stisku nijak mimořádná: např. pro přes metr dlouhé žraloky bělavé nepřesáhla síla stisku 85 N a pro podobně velké žraloky černonosé nepřesáhla 120 N. Asi dvoumetrový žralok hnědý dosáhl síly stisku necelých 150 N. Naopak větší (těžší) žraloci by měli mít mnohem silnější čelistní svaly a u vymřelého padesátitunového megalodona síla stisku asi přesáhla 100 kN, případně ještě víc, byl-li ještě těžší. 

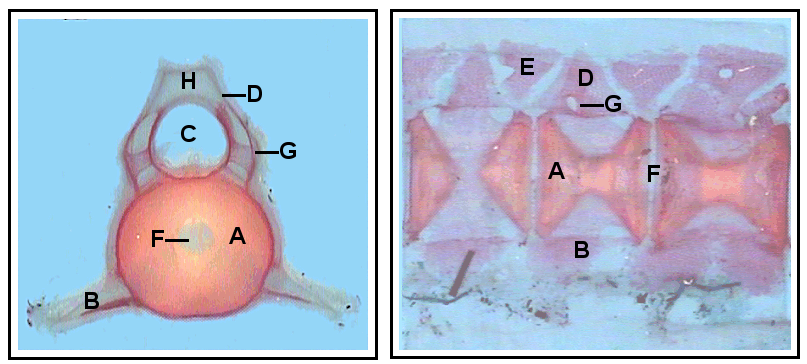
Žraločí obratle, přední a boční pohled. A: tělo, B: příčný výběžek, C: míšní kanál, D: neurální oblouk, E: interkalární destička, F: chorda, G: otvor pro míšní nerv, H: trnový výběžek

Páteř je tvořená obratli, jejichž těla jsou z obou stran (zpředu i zezadu) vydutá a na něž směrem nahoru navazují oblouky chránící míchu. Těly obratlů probíhá chorda, která je jimi zaškrcovaná a funkčně nahrazená (zůstává ve větším rozsahu zachovaná mezi obratli). Na konci těla páteř pokračuje do horního laloku ocasní ploutve (která je tudíž heterocerkní). V oblasti ocasní ploutve jsou vytvořeny nad páteří resp. pod ní paprsky vyztužující plochu ploutve (epichordální resp. hypochordální radiália). I další ploutve jsou v bazální části vyztuženy chrupavčitými paprsky, na které v distální části navazují jemnější kolagenová keratotrichia. Hřbetní ploutve mohou být na předním okraji opatřeny výraznými trny sloužícími obraně. Pletence párových ploutví nejsou napojeny na osový skelet (tj. lebku či páteř), což přispívá k flexibilitě těla žraloků. Ačkoli některé druhy žijící na dně mohou používat párové ploutve při pohybu po podloží, případně mohou podobně jako rejnoci využívat vlnění velkých prsních ploutví (polorejnoci), je u drtivé většiny žraloků hlavním orgánem pohybu ocasní ploutev.

### Zuby
Žraločí zuby jsou dosti variabilní: u rybožravých druhů mohou být štíhlé, přizpůsobené pro udržení kluzké kořisti, jindy jsou široce trojúhelníkovité, ostré, někdy s pilovitou hranou pro snazší vykusování částí masa, ale mohou být i ploché, mozaikovitě uspořádané, určené k drcení schránek bentických bezobratlých. V různých místech čelisti mívají zuby odlišný tvar či velikost (velmi odlišné jsou např. přední a zadní zuby v tlamě různozubců, jimž tento znak dal i jméno). Výjimkou nejsou ani rozdíly v dentici mezi oběma pohlavími jednoho druhu či mezi dospělci a mláďaty. Např. juvenilní žraloci bílí (asi do 1,5 m velikosti) loví především ryby a mají štíhlé zuby, starší jedinci mají mnohem širší trojúhelníkovité zuby s ostrou hranou. U mnoha žraloků, kteří napadají velkou kořist, jsou spodní zuby relativně špičaté a slouží k přidržení kořisti, horní zuby jsou širší a ostré a slouží k vykusování (odřezávání) velkých kusů masa. Žraloci přitom mohou potřásat hlavou ze strany na stranu za účelem efektivnějšího porcování kořisti (zuby se pak snáze prořezávají tkáněmi).

Zuby žraloků nejsou pevně přirostlé k čelistem, ale jsou vrostlé do tuhé vazivové tkáně, která čelisti potahuje. Během života jsou postupně vyměňovány. Nové zuby se zakládají v řadách v dásni na vnitřní straně čelistí. Tyto řady (série) zubů, zprvu více či méně skloněných vzad, se postupně s vazivem, v němž jsou upevněny, nasouvají dopředu, kde se na hraně čelisti zdvihají do funkční polohy a nahrazují opotřebované a vypadlé zuby. Tato výměna zubů je různě rychlá: u některých druhů vypadávají zuby již po asi 10 dnech (např. u žraloka citronového nebo hladkouna leopardího), jindy trvá výměna měsíc (např. u různozubců) až několik měsíců. Vzhledem k celkovému počtu zubů a k dlouhověkosti některých žraloků může žralok za život vyprodukovat i tisíce až desetitisíce zubů. Protože jsou zároveň zuby kryty velmi odolným materiálem (sklovinou), jsou i po vypadnutí velmi trvanlivé a mohou se stávat hojnou složkou mořských sedimentů. Kromě toho dobře fosilizují a řada vymřelých druhů žraloků je známa právě pouze podle zubů. 

Zuby žraloků
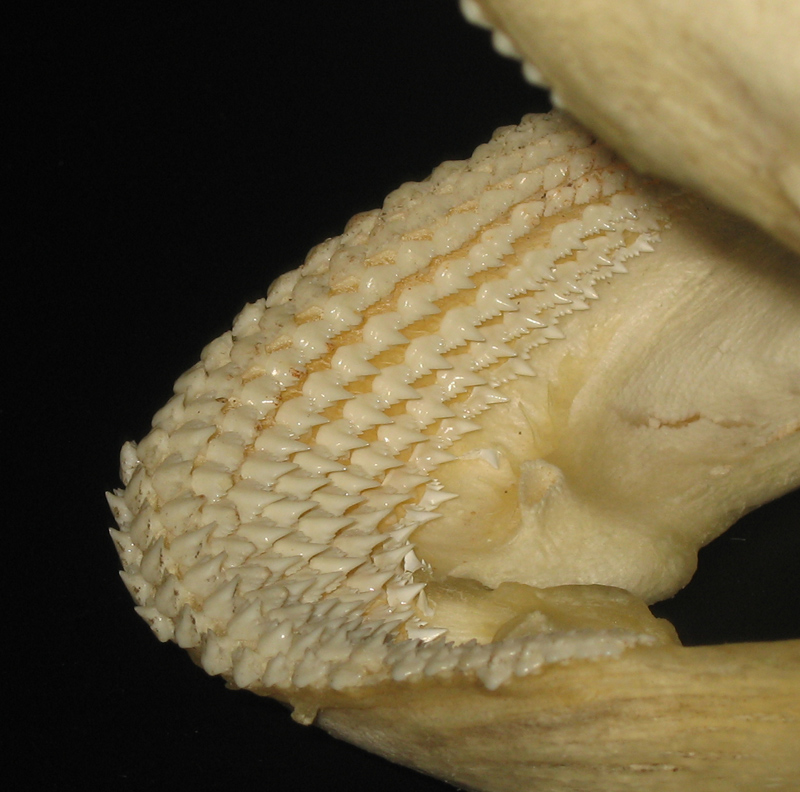
Řady zubů v čelisti žraloka vouskatého
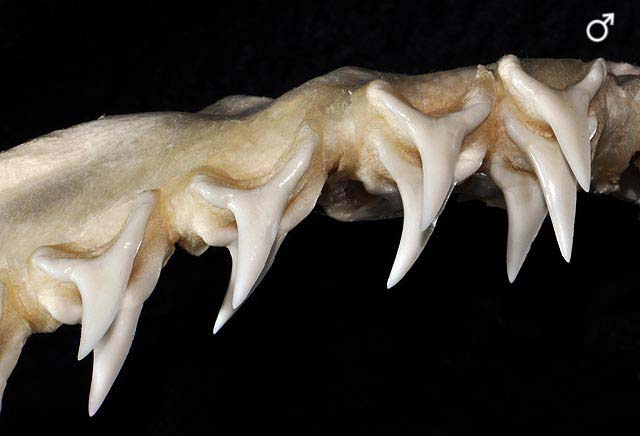
Ostré štíhlé zuby liškouna velkookého
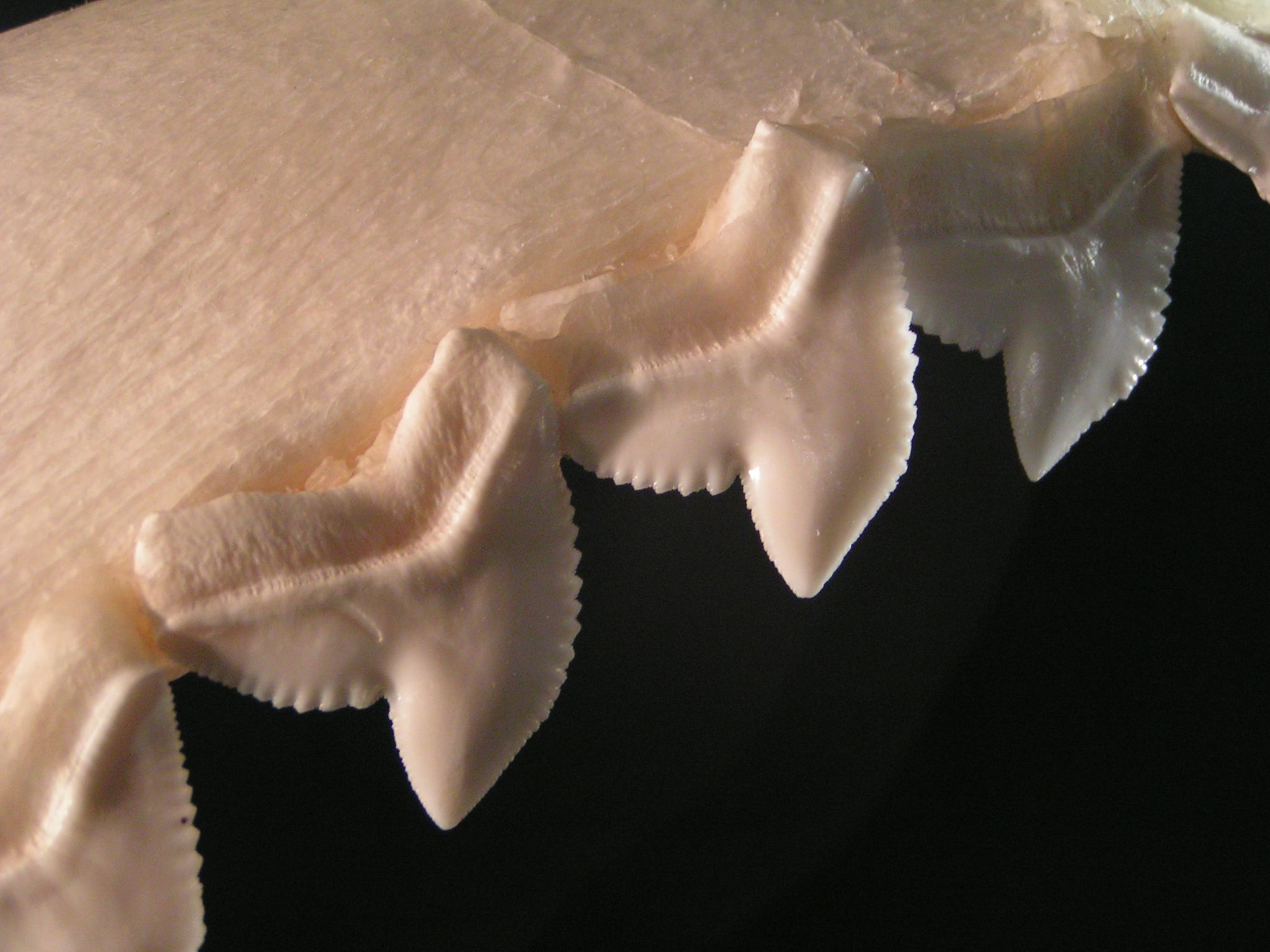
Trojúhelníkovité pilovité zuby žraloka tygřího
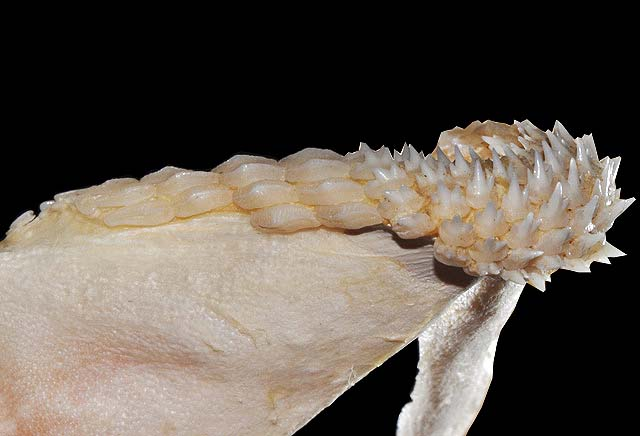
Zadní zuby různozubců (na obr. jsou vlevo) mají drticí funkci

### Kůže

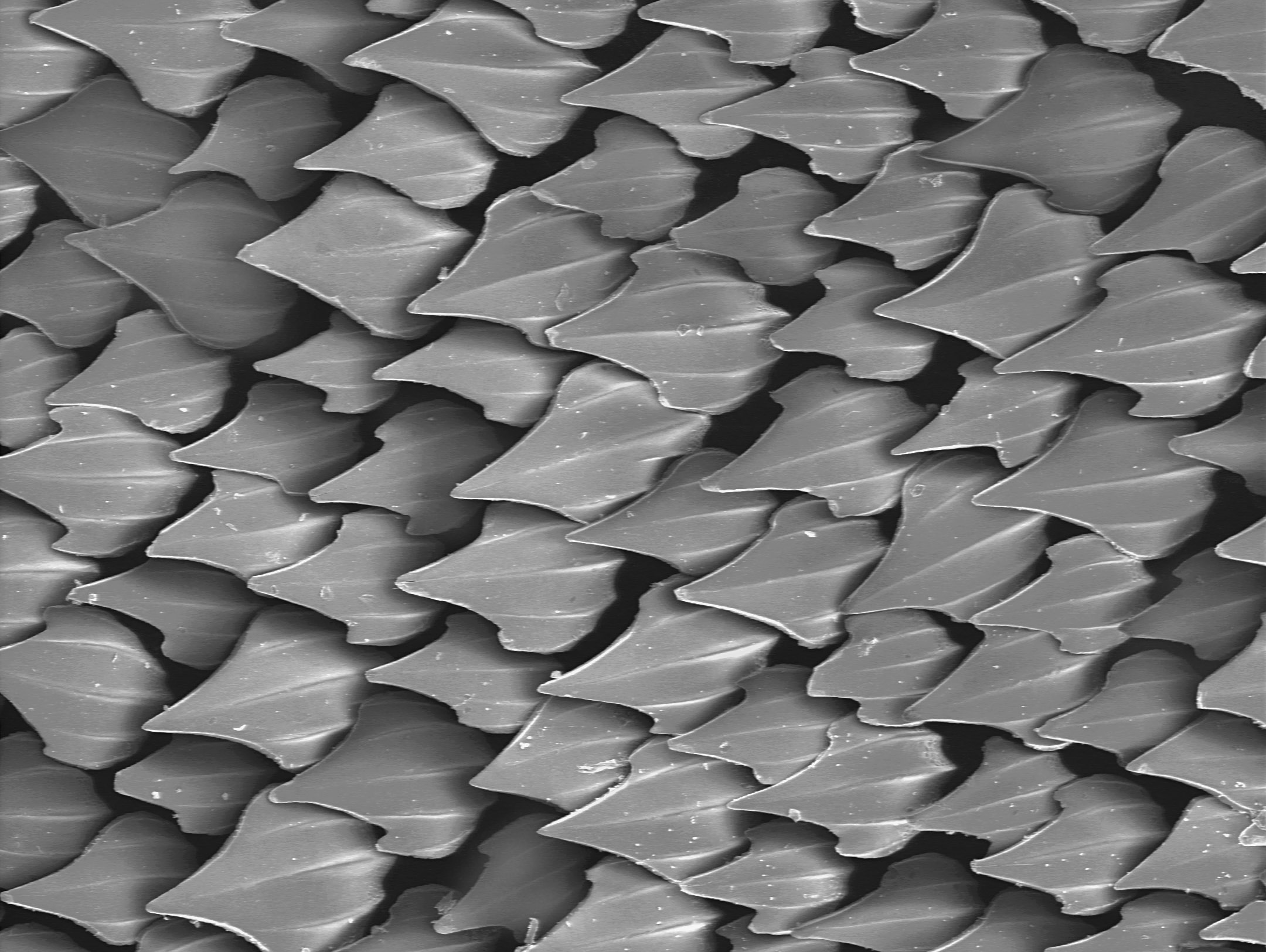
Elektronmikroskopický snímek plakoidních šupin máčky skvrnité

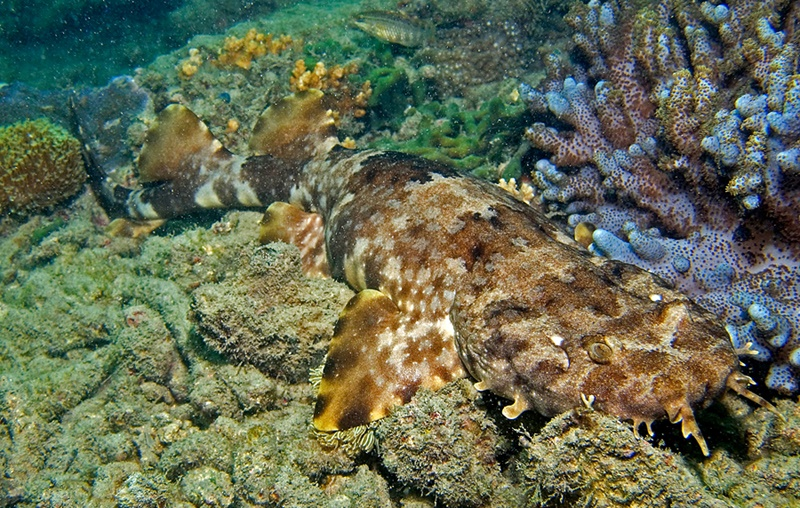
Pestří wobegongové jsou ve členitém prostředí velmi dobře maskováni

Kůže žraloků je sama o sobě pevná (hlavně díky přítomnosti vláken kolagenu), navíc je kryta velmi tvrdými, tzv. plakoidními šupinami. Plakoidní šupiny mají shodnou stavbu jako zuby (a jsou s nimi homologické): mají dřeňovou dutinu, kolem ní vrstvu dentinu a jsou pokryty sklovinou. Jsou zodpovědné za nápadnou drsnost žraločího těla (která je nejnápadnější při „pohlazení“ žraloka od ocasu k hlavě). Šupiny jsou drobné (přibližně kolem 0,5 mm), jsou většinou zploštělé, vybavené několika rýhami, které přispívají k potlačení turbulentního proudění vody kolem plujícího žraloka (snižují tření, ale také hlučnost jeho pohybu). Existuje ale řada dalších typů plakoidních šupin od prostých plochých destiček po jemné ostré trny. Modifikací těchto šupin vznikají i ploutevní trny nebo „zuby“ na dlouhém rypci pilonosů. Kůže samic je často zřetelně silnější než kůže samců, protože samci se při páření mohou samice pevně přidržovat svými zuby a mohli by jim tak způsobovat poranění.
Za zbarvení kůže jsou odpovědné pigmentové buňky, chromatofory. Mezi žraloky se kromě nevýrazně zbarvených druhů nacházejí i druhy pestře zbarvené, u nichž má však toto „nápadné“ zbarvení hlavně krycí význam: ve členitém prostředí korálových útesů a obecně mořského dna přispívá k rozbití siluety a splynutí s okolím. Drobní hlubinní žraloci z čeledi Etmopteridae jsou schopni bioluminiscence.

### Dýchání, srdce

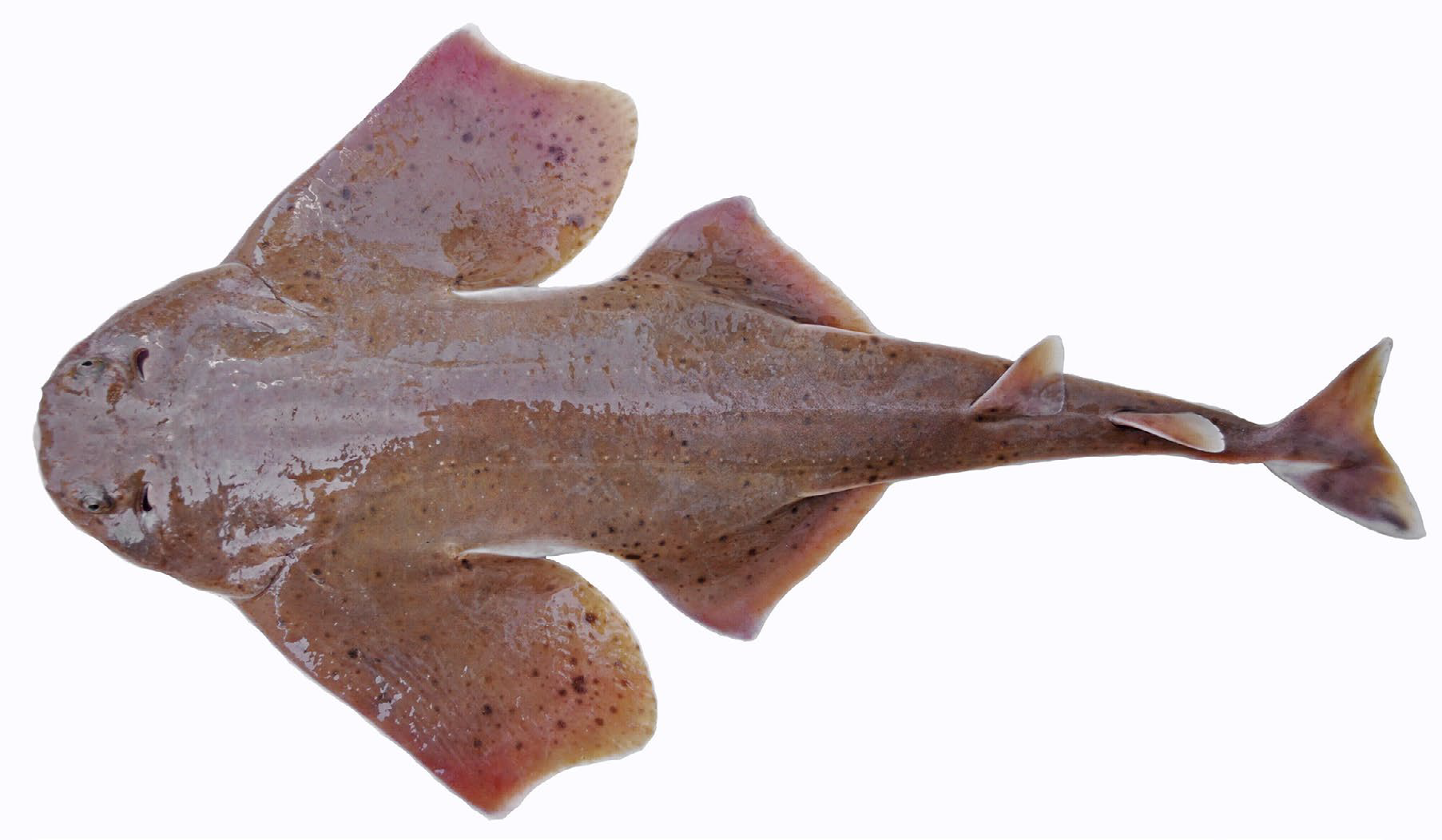
Na hlavě polorejnoků jsou za očima dobře zřetelné štěrbiny – spirákula

Navzdory široce rozšířenému názoru, že žraloci musejí neustále plavat, aby jim proudila voda přes žábry a neudusili se, se tento fakt týká jen těch nejaktivnějších plavců mezi nimi (např. modrounovití, kladivounovití), kteří skutečně spoléhají na dostatečný průtok vody přes otevřená ústa a žábry při jejich rychlém pohybu. Takovíto hbití pelagičtí predátoři se skutečně mohou zadusit, když je jim znemožněn pohyb. Řada žraloků však tráví podstatnou dobu života na dně, kde mohou nehnutě setrvávat na místě celé hodiny, ať už při odpočinku či při číhání na kořist. Proudění vody přes žábry u nich funguje obdobně jako u ryb nasáváním vody do otevírané ústní dutiny přes ústa, případně i přes spirakulum (což je modifikovaná přední žaberní štěrbina přítomná u některých žraloků jako více či méně nápadný otvor za okem), a jejím následným vytlačením přes žábry. Polorejnoci, kteří při lovu spoléhají na svou nenápadnost, minimalizovali i pohyb úst při dýchání a nahradili jej mnohem jemnějšími pohyby žaberních oblouků a kožních záhybů, které jejich žábry kryjí.
Žaberních štěrbin (kromě spirakula) je typicky 5, u šedounů 6–7. V žaberních lupíncích, které nasedají na jednotlivé žaberní oblouky, dochází k okysličování krve, která je do nich pumpována srdcem uloženým na spodní straně těla bezprostředně za žábrami. Srdcem, které je vybaveno jedinou síní a jedinou komorou, tedy protéká odkysličená (venózní) krev. Při zvýšené námaze (např. při výpadu) srdce žraloků příliš nezvyšuje frekvenci stahů, ale zvýšený průtok krve zajišťuje zvýšením objemu krve, který vytlačuje.

### Trávicí soustava, játra

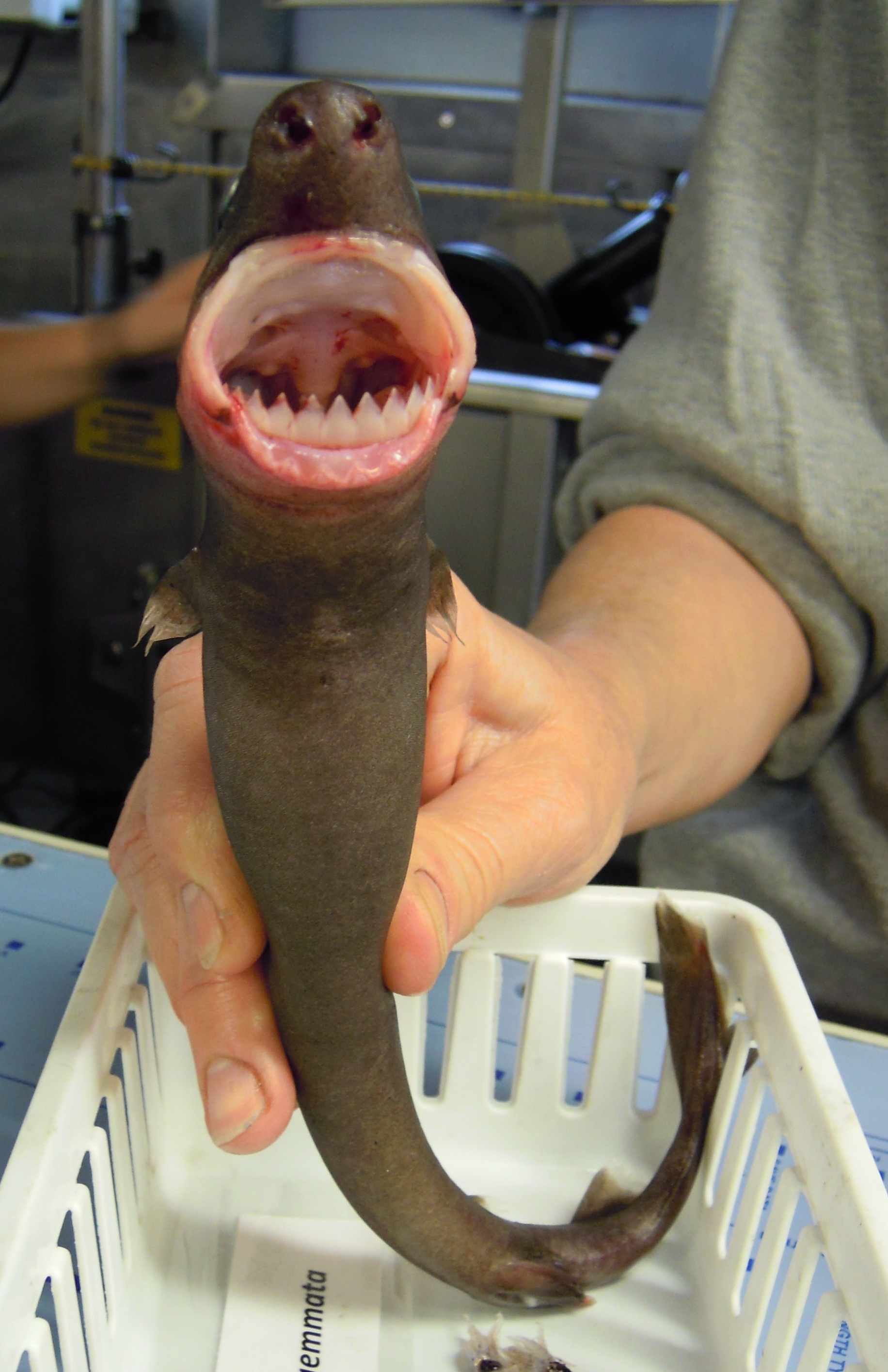
Žraloček brazilský vykusuje svými zuby kusy kůže a svaloviny velkým mořským obratlovcům

Žraloci jsou někdy líčeni jako tvorové bezhlavě pohlcující cokoli, nač v moři narazí, včetně odpadků, plovoucích kusů plastu, plechovek a dalšího harampádí, toto chování se ale v zásadě týká především jediného druhu, žraloka tygřího. Většina žraloků je vybíravější a více či méně specializovaná na určitý typ kořisti (byť se preference mohou měnit s jejich věkem, resp. velikostí). Různých strategií při lovu kořisti je mezi žraloky mnoho: najdeme mezi nimi aktivní pelagické dravce (to jsou „typičtí“, tj. široké veřejnosti nejznámější žraloci), kteří jsou většinou spíše rybožraví, jindy zaměření spíše na vodní savce, dále veliké filtrátory (např. žralok obrovský), druhy pátrající po dně především po bezobratlých, někdy i těch s pevnými schránkami (např. různozubci), žraloky nehnutě číhající na okolo plující kořist (např. polorejnoci) atd. Řada světlounů se živí jako ektoparaziti: vykusují kusy kůže a masa z těla mnohem větších vodních obratlovců, třeba kytovců nebo ploutvonožců.
Pozřená potrava je spolknuta do prostorného žaludku, kde je zahájeno trávení a odkud jsou části potravy posouvány dále do střeva, kde probíhá hlavní fáze trávení i vstřebávání. S trávením napomáhají sekrety pankreatu a velkých, tukem bohatých jater. Špatně stravitelné zbytky mohou být žralokem ze žaludku vyzvráceny (někdy přitom z úst žraloka částečně vyhřezne i samotný „naruby obrácený“ žaludek; jde o přirozený jev, který sice vypadá drasticky, ale žralokovi neublíží). Žraločí střevo je krátké, ale jeho povrch je výrazně zvětšen spirální řasou (tyflosolis). Ve střevech žraloků může parazitovat bohatá fauna cizopasných červů, například tasemnic.
Játra plní nejen metabolickou roli, ale jsou zároveň hydrostatickým orgánem žraloků: kvůli vysokému obsahu tuku (oleje, především skvalenu) mají nižší hustotu, než je hustota vody, a žraloka tak nadnášejí. Ten pak nemusí vynakládat tolik energie na udržení se ve vodním sloupci.

### Osmoregulace
Mořští obratlovci včetně žraloků se musejí vyrovnávat s vysokým osmotickým potenciálem mořské vody: voda má tendenci unikat z těla (například přes žábry) do koncentrovanějšího roztoku solí ve vnějším prostředí. Jako ostatní paryby, i žraloci řeší tento problém dosti netradičním způsobem, a to výrazným zvýšením obsahu močoviny a dalších dusíkatých látek ve svém těle, a to až na hodnoty, které by pro jiné obratlovce byly toxické. Zároveň využívají žábry a tzv. rektální žlázu ke zbavování se přebytečných iontů, které se do jejich těla dostávají s mořskou vodou např. při příjmu potravy.

### Nervová soustava, smysly
Žraloci jsou velmi úspěšnou skupinou predátorů, kterým při pátrání po kořisti pomáhá řada dobře vyvinutých smyslů. Vjemy jsou zpracovávány relativně velikým mozkem, který se poměrem k velikosti těla přibližuje rozměrům mozku ptáků či některých savců. Jako v řadě jiných znaků jsou ovšem žraloci i ve stavbě a velikosti mozku velmi variabilní, k druhům s největšími mozky vzhledem k velikosti těla patří např. zástupci modrounovitých, písečníkovitých a zejména kladivouni. Experimenty, kde žraloci musí např. správně rozpoznat tvar předmětu, aby dostali odměnu, nebo musí za odměnou plavat bludištěm, prokázaly jednak dobrou paměť žraloků a jednak jejich schopnost učit se od již vycvičených jedinců (doslova odpozorovat, co je třeba provést pro získání odměny).

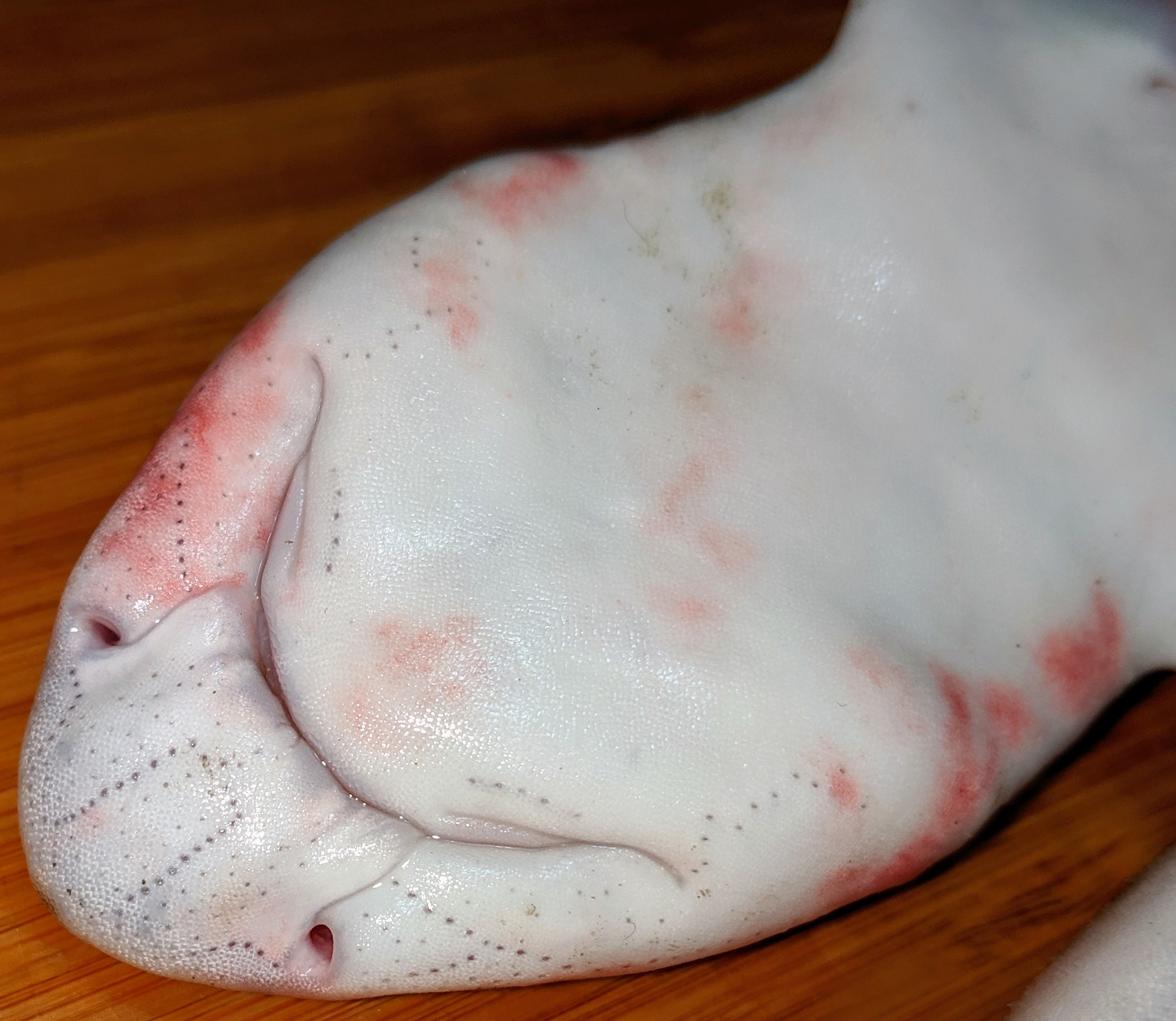
Podhled na nozdry a řady Lorenziniho ampulí kolem tlamy máčky skvrnité

Párové nozdry, v nichž je uložen vlastní čichový orgán tvořený hvězdicovitě uspořádanými lamelami s velikým celkovým povrchem, jsou sídlem vynikajícího čichu, který má pro žraloky velký význam – umožňuje jim totiž detekovat kořist i na velkou vzdálenost (pachová stopa nesená vodními proudy může být pro mořské predátory zřetelná i na vzdálenost několika km). Žraloci, u nichž byl čich podrobněji studován, vnímají ve vodě relativně chudý repertoár chemikálií, které zahrnují hlavně aminokyseliny a další aminosloučeniny, které se často uvolňují z mrtvých nebo poraněných živočichů. Žraločí čich je na takovéto látky sice velmi citlivý, na druhou stranu podobné citlivosti dosahují i mnohé ryby. Jde o citlivost k molekulám pachů o minimální koncentraci asi 10−9 M, někdy i nižší, která zhruba odpovídá přirozené koncentraci těchto látek v mořské vodě a tedy jakémusi přirozenému pachovému pozadí; vyšší citlivost by v takovém případě vlastně byla zbytečná. I tak jde o koncentrace odpovídající obrovskému naředění a např. žralok černocípý nebo spanilý reagují na rybí extrakt rozpuštěný v poměru 1:1010 (což zhruba odpovídá jedné kapce v typickém plaveckém bazénu). Čich může žralokům sloužit i při vyhledávání partnerů či při orientaci v širém oceánu při migracích na dlouhé vzdálenosti, které někteří žraloci podnikají. Chuťové pohárky pro vnímání chuti jsou u žraloků uloženy pouze v ústní dutině a hltanu.

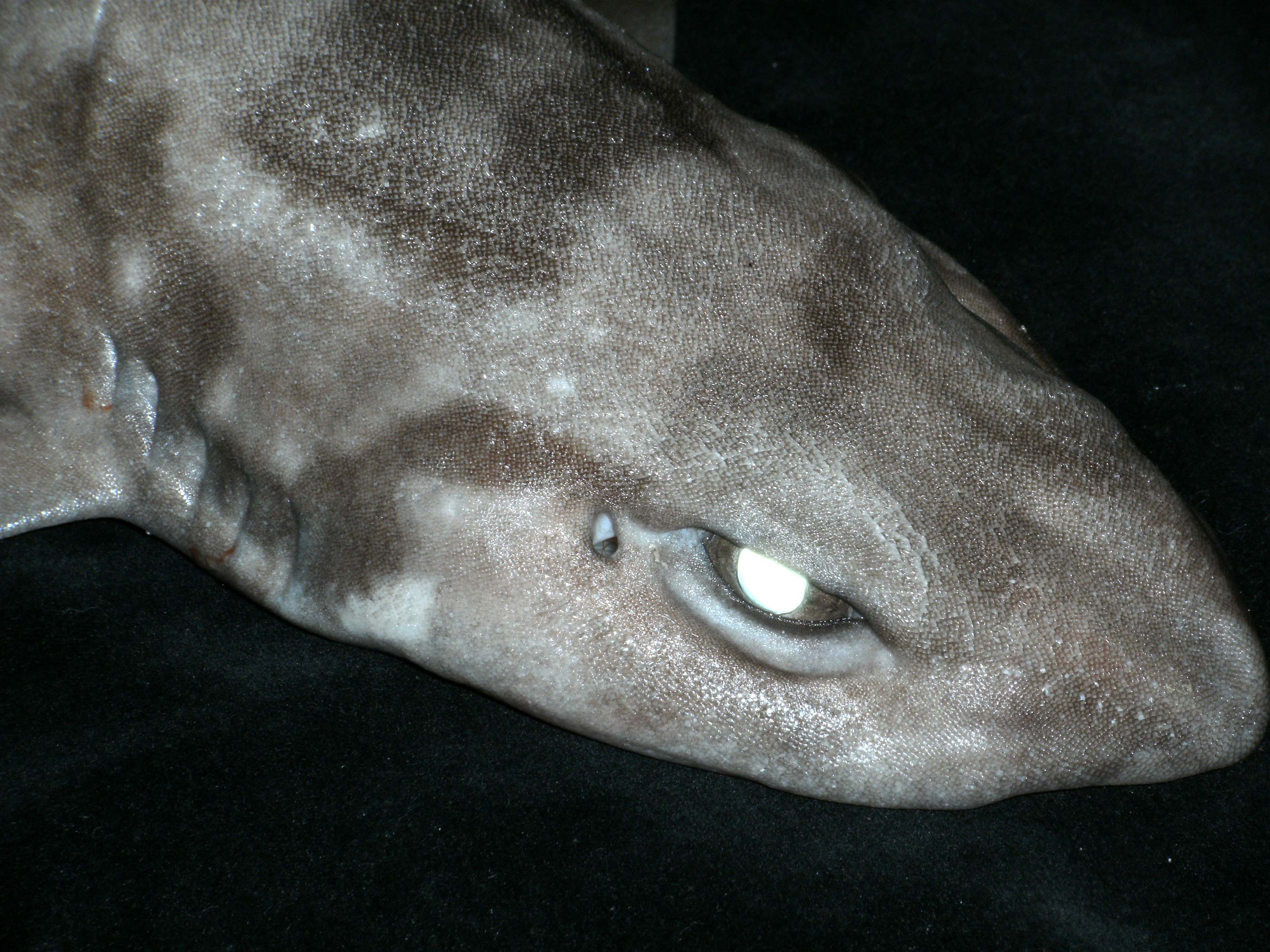
Oko této máčky floridské „svítí“, neboť dopadající světlo se odráží od tapetum lucidum

Dalším významným smyslem žraloků je zrak, i když se jeho kvalita i míra využití liší v závislosti na životní strategii daného druhu i na prostředí, které obývá. Většina žraloků je aktivní za soumraku nebo v noci a v jejich sítnici převažují tyčinky s vyšší citlivostí na světlo nad čípky zajišťujícími barevné vidění (u některých žraloků byla experimenty potvrzena schopnost rozlišovat barvy). Za sítnicí bývá odrazivá vrstva (tapetum lucidum) z krystalků guaninu, která umožňuje efektivnější využití slabého světla. U hlubinných druhů jsou někdy oči zvětšené, se širokou zornicí. Zornice je u žraloků schopna se rozšiřovat a stahovat podle intenzity světla a tak regulovat množství světla pronikajícího do oka. Aktivní pelagičtí predátoři, kteří častěji loví ve dne, mají většinou zrak dobře vyvinutý, s větším množstvím čípků a mnohdy s poměrně významným překryvem zorných polí obou očí (a tedy se schopností binokulárního vidění). Na kratší vzdálenosti (přibližně pod 15 m) přebírá u takovýchto lovců zrak hlavní roli při pronásledování kořisti. Druhy zakalených prostředí (např. nepočetní žraloci žijící v řekách) mají oči naopak malé. Pro ochranu oka je někdy vyvinuta mžurka, která se přetahuje přes oko zejména při útoku na kořist. Např. žralokům bílým však mžurka chybí a místo toho při útoku chrání oko tím, že jej rotují takovou měrou, že je z něho patrná jen pevná bělima.

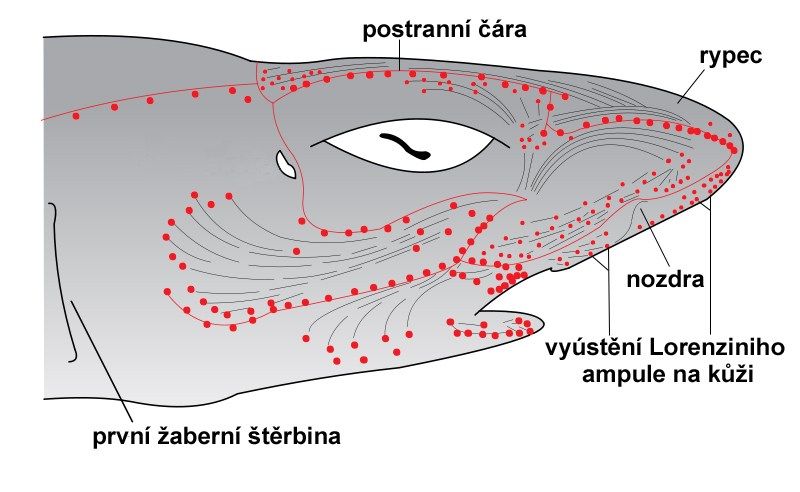
Rozmístění Lorenziniho ampulí a větví postranní čáry na hlavě žraloka

Vnitřní ucho žraloků je zodpovědné nejen za vnímání zvuků (zejména nízkofrekvenčních, včetně infrazvuku), ale i za vnímání polohy hlavy a její rotace: podobně jako u jiných obratlovců totiž zahrnuje také statokinetické ústrojí. Dosah sluchu žraloků je vzhledem ke snadnému šíření zvuků ve vodě relativně velký: zvuky napodobující šplouchání způsobené zmítající se rybou přilákaly v jednom z nemnoha provedených experimentů žraloka až na vzdálenost asi 800 m. Další mechanosenzitivní orgán je tzv. proudový orgán – systém kanálků zahrnujících i postranní čáru vybavených mechanoreceptory (neuromasty) a propojených póry s povrchem těla. Proudovým orgánem žralok vnímá nejen vibrace, ale i změny tlaku vody vyvolané prouděním, ať už je vyvoláno vlastním pohybem, pohybem kořisti nebo neživými vlivy. Další, tzv. volné neuromasty umístěné v jamkách vmezeřených mezi modifikovanými šupinami, jsou v několika stovkách rozesety na povrchu těla a vnímají hlavně proudění vody.
Neobvyklým smyslem žraloků (resp. paryb) je elektrorecepce, extrémně citlivé (v řádu nanovoltů na centimetr) vnímání jemných elektrických polí vyvolaných např. činností svalů kořisti. Receptorem těchto podnětů jsou tzv. Lorenziniho ampule, drobné orgány zanořené ve vrstvě podkožní svaloviny zejména na hlavě žraloka. Lorenziniho ampule se otevírají asi 1 mm širokým otvůrkem do vnějšího prostředí. Elektrorecepce má relativně malý dosah (přibližně do 0,5 m) umožňuje však i odhalení skryté kořisti, např. zahrabané v písku, a nablízko usnadňuje přesné zacílení útoku tlamou (většina ampulí je rozmístěna právě kolem tlamy).

### Rozmnožování

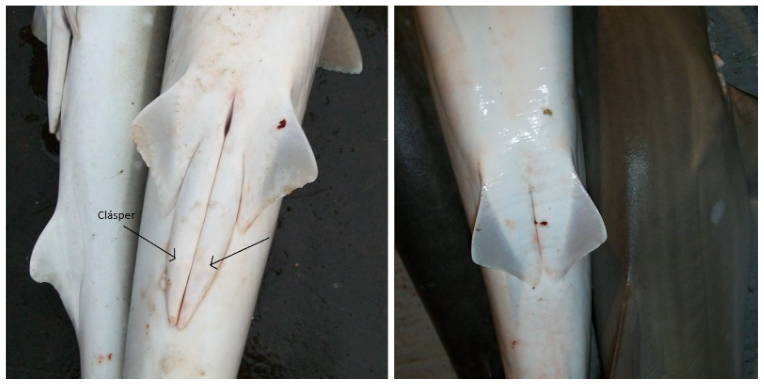
Břišní ploutve samce (vlevo) s patrnými pterygopody (označenými šipkami) a samice (vpravo) žraloka

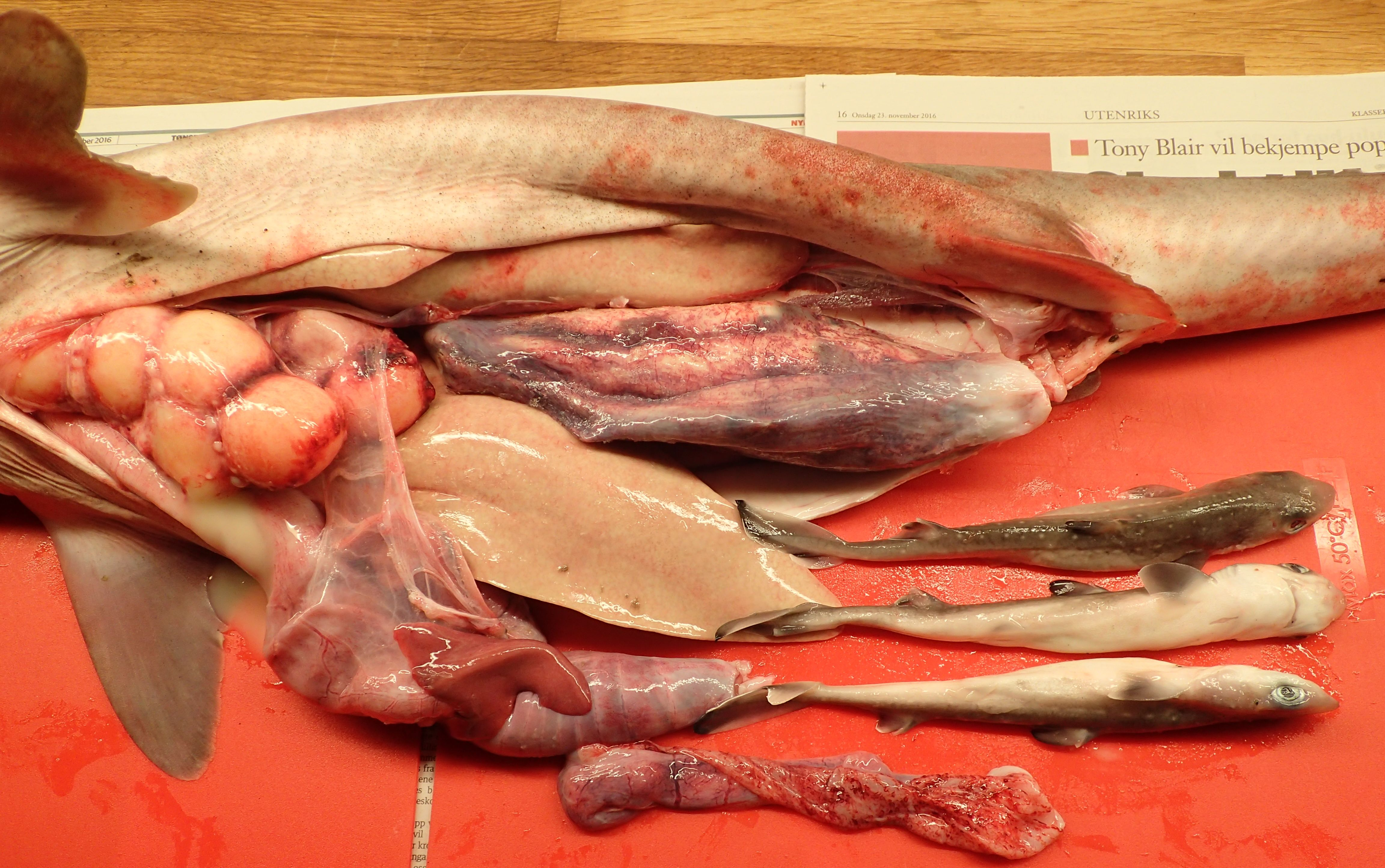
Pitvaná samice ostrouna obecného s několika mláďaty těsně před narozením (viditelná volně vpravo, ale i v děloze v zadní části břišní dutiny), dále s vejci (vlevo), s viditelným tenkým střevem (vespod) s prosvítající spirální řasou a s dobře patrnými játry (světlejší orgán mezi střevem a dělohou, druhý lalok je pak vidět nad dělohou). Na hrdle prostředního ze tří mláďat je patrná jizva po žloutkovém váčku

Žraloci sdílejí s ostatními parybami pokročilý způsob oplození: samci mají vyvinuty pářicí orgány (pterygopody neboli myxopterygia vzniklé modifikací břišních ploutví) a oplození je vnitřní. To umožňuje rodit živá mláďata (asi u 60 % druhů) nebo klást veliká vejce v pevném obalu vybavená značným množstvím zásobního žloutku (asi 40 % zástupců). Mláďata se pak líhnou nebo rodí mnohem vyvinutější, větší a jsou již podobná dospělcům (oproti např. rybímu potěru), bývá jich ale menší počet. Typicky se rodí kolem deseti mláďat, ale běžná jsou i dvojčata nebo naopak větší vrhy, vajec bývá průměrně snášeno postupně až několik desítek ročně. Žraločí vejce bývají vybavena různými výběžky a přívěsky, které je fixují na dně, ve spleti řas apod. Vývoj embrya ve vejci trvá poměrně dlouho, někdy i přes rok. Vzhledem k tomu, že po celou tuto dobu je vejce vystaveno různým rizikům, zejména predaci, má řada žraloků sklon zadržovat vejce delší dobu v dělohách (dělohy, vaječníky i vejcovody jsou párové) a klást je vyzrálejší. Tato strategie plynule přechází ve vejcoživorodost: vejce se mohou v děloze vyvíjet až do vylíhnutí a samice poté porodí živá mláďata. U většiny žraloků se ale žádné vaječné obaly během embryogeneze nevytvářejí a mládě se vyvíjí přímo v matčině děloze (toto je pravděpodobně evolučně původní způsob rozmnožování žraloků s několika nezávislými přechody k vejcorodosti). V těle matky jsou mláďata vyživována buď výhradně ze svého žloutkového váčku, nebo jsou navíc přikrmována výživným sekretem produkovaným stěnou dělohy, kontinuálně uvolňovanými neoplozenými vejci či se v extrémním případě u žraloka písečného živí i svými sourozenci – samice pak porodí dvojčata (v každé děloze zůstane jediné mládě). Nejpokročilejším typem výživy embryí je ale vznik placenty v místě, kde se postupně vyčerpávaný žloutkový váček dostane do kontaktu se stěnou dělohy. V oblasti placenty jsou mateřským organismem produkovány výživné látky předávané modifikovanému žloutkovému váčku a následně trávené a využívané embryem. Placenta se v různých formách vyskytuje u necelé pětiny druhů žraloků a vznikla nezávisle u několika skupin.
 

Někteří ostrouni patří k obratlovcům s vůbec nejdelší dobou březosti: může u nich trvat i přes 2 roky. Mezi žraloky jsou zaznamenány i případy partenogeneze, kdy se mláďata (samice) rodí z vajec oplozených nikoli spermatem samce, ale pólovým tělískem, které doprovází vznik vaječné buňky.

Rozmnožování žraloků
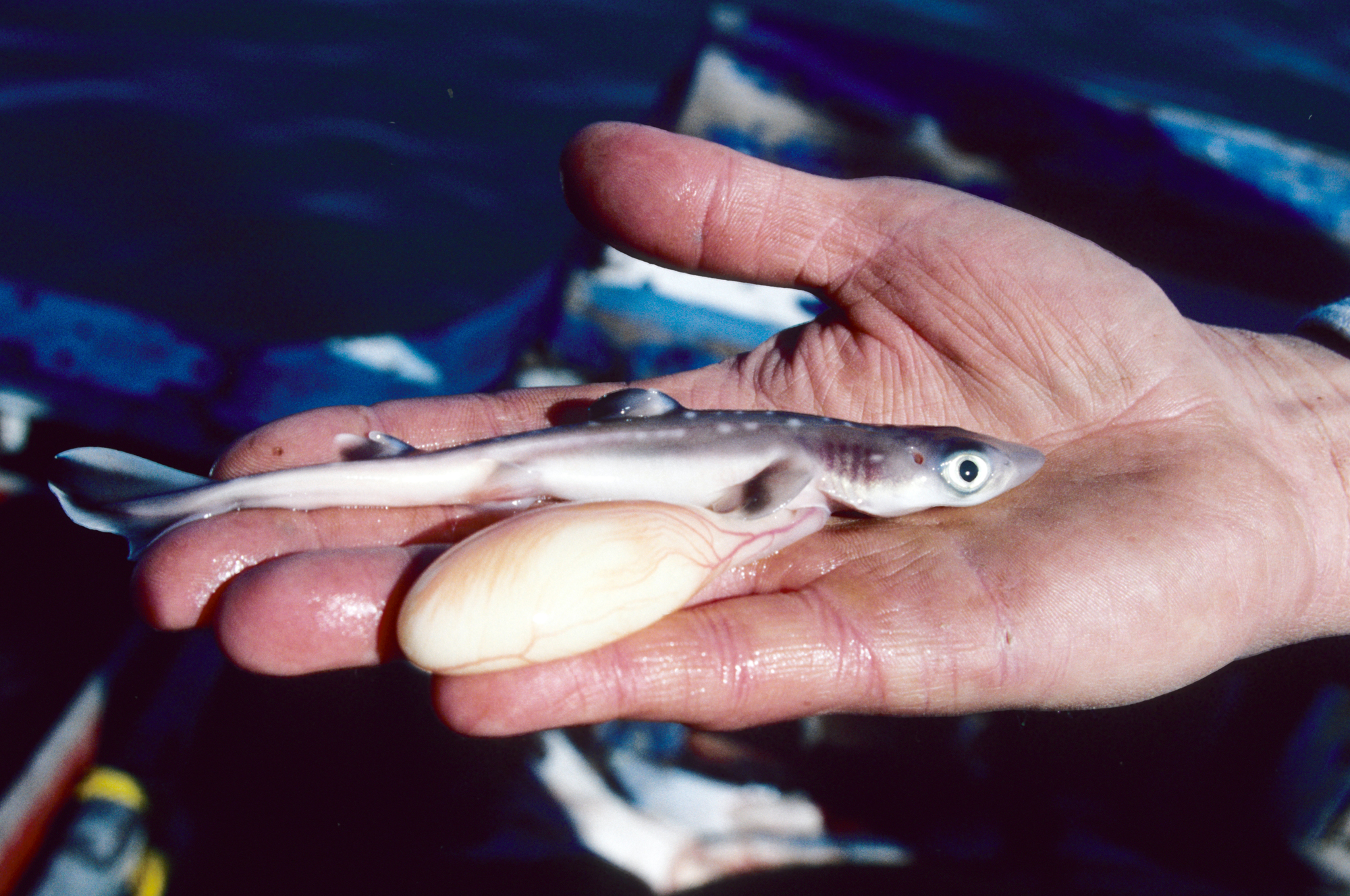
Novorozený ostroun obecný se stále ještě přítomným žloutkovým váčkem
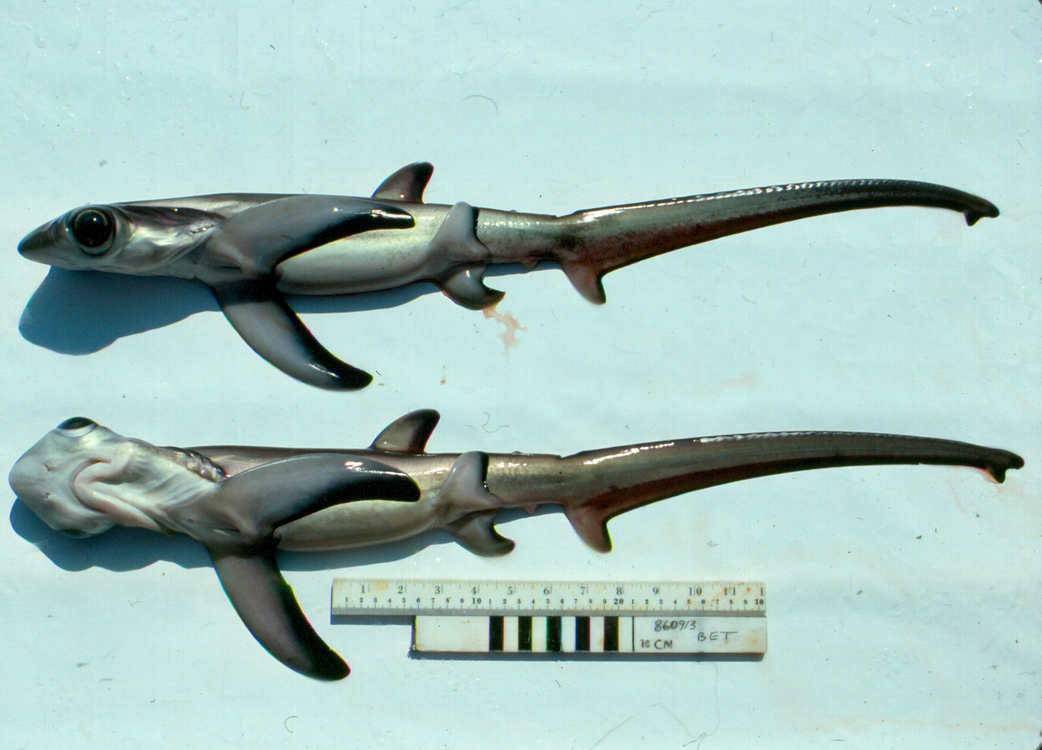
Velká mláďata liškounů jsou v dělohách matky vyživována neoplozenými vejci
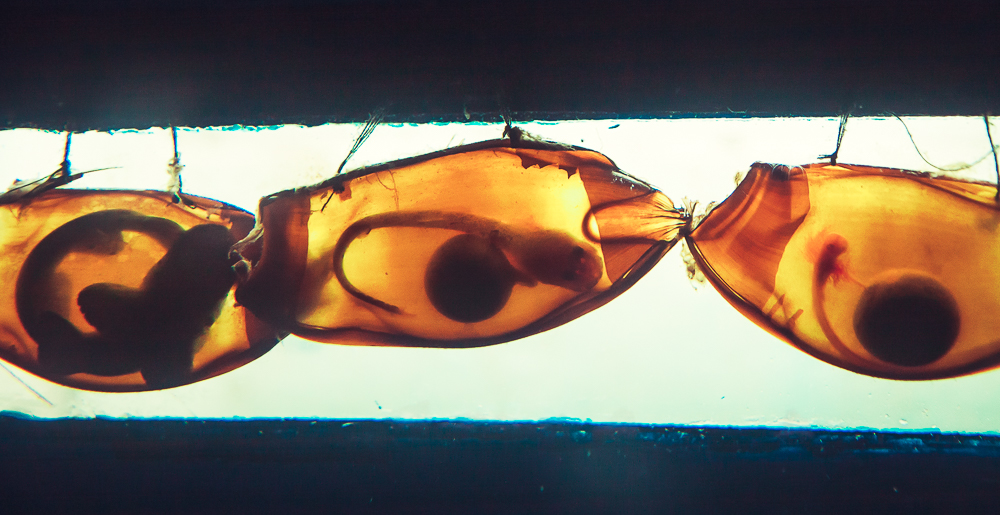
Různě pokročilá embrya ve vejcích žralůčka běloskvrnného

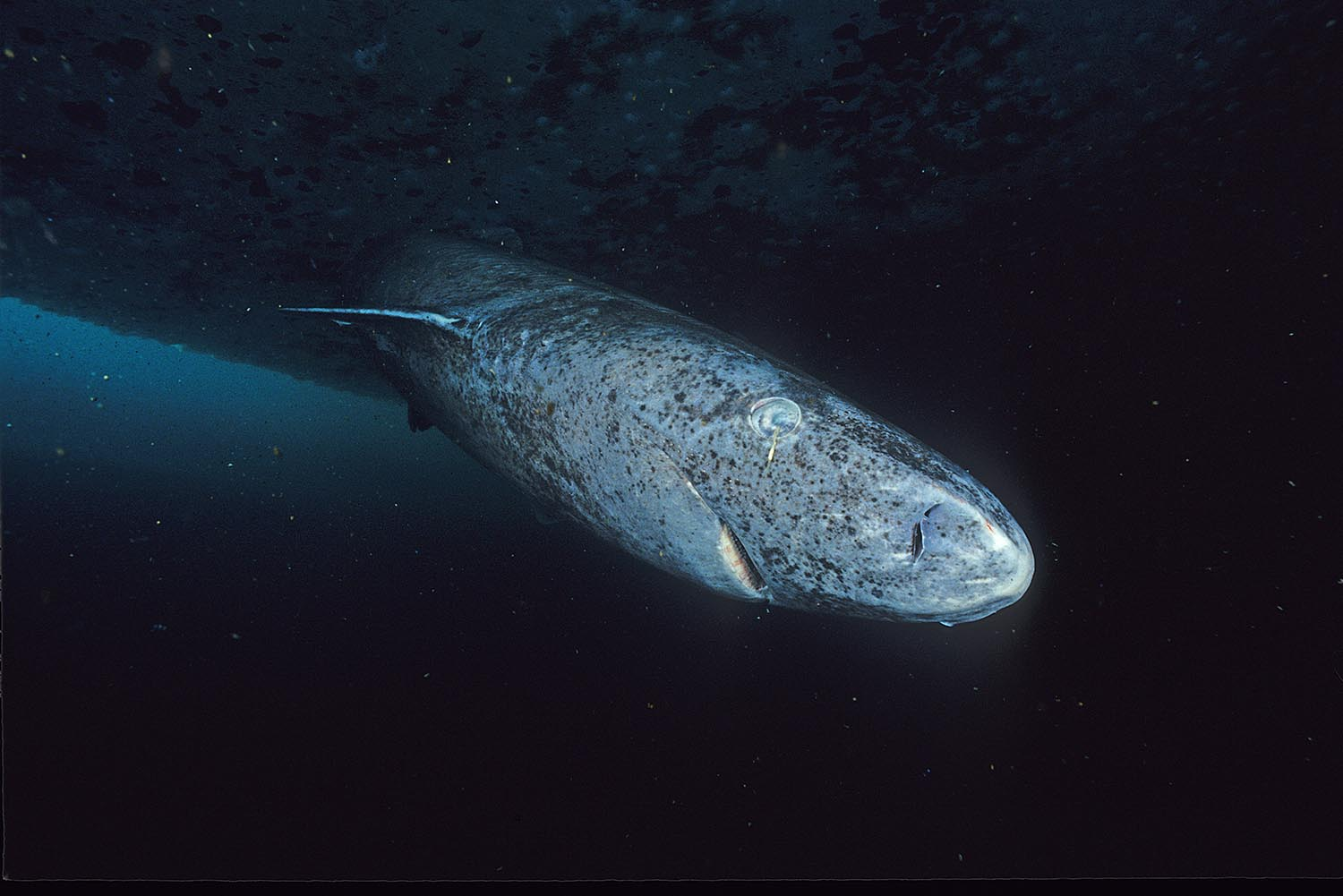
Žralok malohlavý se dožívá několika stovek let

O době života nebo o věku, v němž dosáhnou dospělosti, jsou u mnoha žraloků k dispozici jen velmi kusé (nebo žádné) informace. Na obratlích nebo ploutevních trnech jsou sice někdy zřetelné přírůstkové vrstvy, ale mnohdy není jasné, zda jsou přírůstky každoroční nebo méně pravidelné. U hojných, příbřežních či komerčně významných druhů existují podrobnější údaje vycházející i z možnosti jejich označování a zpětného odchytu. Vzácně lovené, např. hlubokomořské druhy, u nichž se očekává celkově pomalejší metabolismus a mnohem vyšší věk, jsou mnohem méně prozkoumané, ale některé pokročilé metody (využívající např. detekci radioaktivního uhlíku 14C pocházejícího z atmosférických jaderných testů prováděných v 60. letech 20. století inkorporovaného do přírůstkových zón obratlů) ukazují na věk až několika desítek let u relativně rychle rostoucích druhů (např. až 73 let u skoro pětimetrového samce žraloka bílého) nebo přes 100 let pro pomalu rostoucí chladnomilné (tj. často hlubokomořské) druhy. U arktického žraloka malohlavého se odhaduje věk dokonce na několik set let (asi 400 let u nejstaršího zkoumaného jedince, ovšem s velkou mírou nejistoty: ± asi 120 let). Jde o obratlovce s nejvyšší známou dobou života.

## Rozšíření

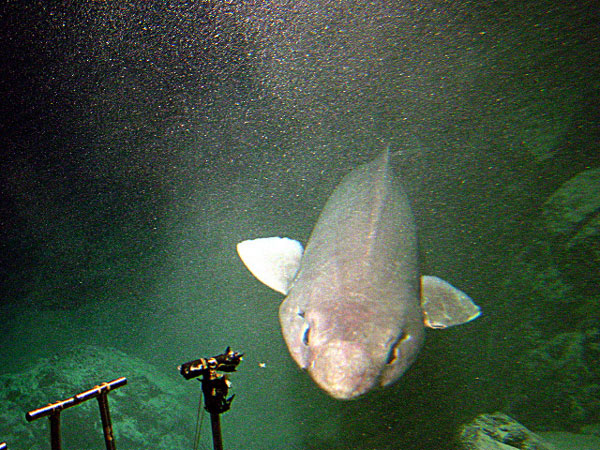
Tento mnohozubec atlantský byl zachycen v hloubce 1200 m

Drtivá většina žraloků se vyskytuje v mořích a oceánech. Zcela výjimečně jsou někteří žraloci schopni migrovat do brakických či sladkých vod. Žralok bělavý proniká až několik tisíc km proti proudu velkých řek a může se vyskytovat v amerických jezerech spojených řekami s oceánem (např. jezero Nikaragua). Tři druhy tzv. „říčních žraloků“ rodu Glyphis sladké vody přímo obývají a také se v nich množí. Podstatná část diverzity žraloků (přes polovinu všech druhů) zahrnuje zástupce žijící v hlubokých vodách (tj. přes 200 m hluboko), nesestupují ale do takových hloubek jako paprskoploutvé ryby: jen vzácně se vyskytují hlouběji než asi 3 km pod hladinou. Světloun bělooký (Centroscymnus coelolepis) byl pozorován v hloubce 3690 m, blíže neurčený ostroun v hloubce 4050 m. Další velká část druhů je vázána na mořské dno.

## Systematika

### Taxonomie
Žraloci se řadí do podtřídy příčnoústí (Elasmobranchii), která vedle žraloků zahrnuje ještě rejnoky (Batoidea), kteří tvoří sesterskou skupinu žraloků. Příčnoústí jsou jednou ze dvou skupin paryb (Chondrichthyes); druhou jsou chiméry (Holocephali). Přes určité pochybnosti o monofylii žraloků zejména koncem 20. století a na přelomu tisíciletí (uvažovalo se o tom, že rejnoci jsou podskupinou žraloků) moderní analýzy molekulárních dat potvrzují monofyletický původ žraloků. Definovat žraloky pomocí společných odvozených znaků (apomorfií) je obtížné, protože ve stavbě těla jsou žraloci relativně konzervativní. Naproti tomu rejnoci díky přechodu k bentickému životu prošli výraznějšími změnami a žraloci jsou pak vůči nim definováni negativně, tedy absencí typických rejnočích znaků (což jsou zejména vespod uložené žábry a prsní ploutve, které nad nimi zasahují až k hlavě).
V roce 2021 bylo známo a popsáno přibližně 536 druhů žraloků, které lze zařadit do 9 řádů a asi 37 čeledí. Řády šedouni, ostrouni, drsnotělci, polorejnoci a pilonosi přitom tvoří jednu velikou evoluční linii (Squalomorphi), řády různozubci, malotlamci, obrouni a žralouni druhou (Galeomorphi). Přes polovinu druhů žraloků patří do řádu žralouni. Taxonomický přehled s hlavními znaky řádů je uveden níže.   
|  | drsnotělci (Echinorhiniformes)                                                                 |
|  |                                                                                                |
|  | \| \| polorejnoci (Squatiniformes) \| \| \| \| \| \| pilonosi (Pristiophoriformes) \| \| \| \| |
|  |                                                                                                |
|  | polorejnoci (Squatiniformes)                                                                   |
|  |                                                                                                |
|  | pilonosi (Pristiophoriformes)                                                                  |
|  |                                                                                                |

|  | polorejnoci (Squatiniformes)  |
|  |                               |
|  | pilonosi (Pristiophoriformes) |
|  |                               |

|  | drsnotělci (Echinorhiniformes)                                                                 |
|  |                                                                                                |
|  | \| \| polorejnoci (Squatiniformes) \| \| \| \| \| \| pilonosi (Pristiophoriformes) \| \| \| \| |
|  |                                                                                                |
|  | polorejnoci (Squatiniformes)                                                                   |
|  |                                                                                                |
|  | pilonosi (Pristiophoriformes)                                                                  |
|  |                                                                                                |

|  | polorejnoci (Squatiniformes)  |
|  |                               |
|  | pilonosi (Pristiophoriformes) |
|  |                               |

|  | drsnotělci (Echinorhiniformes)                                                                 |
|  |                                                                                                |
|  | \| \| polorejnoci (Squatiniformes) \| \| \| \| \| \| pilonosi (Pristiophoriformes) \| \| \| \| |
|  |                                                                                                |
|  | polorejnoci (Squatiniformes)                                                                   |
|  |                                                                                                |
|  | pilonosi (Pristiophoriformes)                                                                  |
|  |                                                                                                |

|  | polorejnoci (Squatiniformes)  |
|  |                               |
|  | pilonosi (Pristiophoriformes) |
|  |                               |

|  | drsnotělci (Echinorhiniformes)                                                                 |
|  |                                                                                                |
|  | \| \| polorejnoci (Squatiniformes) \| \| \| \| \| \| pilonosi (Pristiophoriformes) \| \| \| \| |
|  |                                                                                                |
|  | polorejnoci (Squatiniformes)                                                                   |
|  |                                                                                                |
|  | pilonosi (Pristiophoriformes)                                                                  |
|  |                                                                                                |

|  | polorejnoci (Squatiniformes)  |
|  |                               |
|  | pilonosi (Pristiophoriformes) |
|  |                               |

|  | malotlamci (Orectolobiformes)                                                          |
|  |                                                                                        |
|  | \| \| obrouni (Lamniformes) \| \| \| \| \| \| žralouni (Carcharhiniformes) \| \| \| \| |
|  |                                                                                        |
|  | obrouni (Lamniformes)                                                                  |
|  |                                                                                        |
|  | žralouni (Carcharhiniformes)                                                           |
|  |                                                                                        |

|  | obrouni (Lamniformes)        |
|  |                              |
|  | žralouni (Carcharhiniformes) |
|  |                              |

|  | malotlamci (Orectolobiformes)                                                          |
|  |                                                                                        |
|  | \| \| obrouni (Lamniformes) \| \| \| \| \| \| žralouni (Carcharhiniformes) \| \| \| \| |
|  |                                                                                        |
|  | obrouni (Lamniformes)                                                                  |
|  |                                                                                        |
|  | žralouni (Carcharhiniformes)                                                           |
|  |                                                                                        |

|  | obrouni (Lamniformes)        |
|  |                              |
|  | žralouni (Carcharhiniformes) |
|  |                              |

|  | drsnotělci (Echinorhiniformes)                                                                 |
|  |                                                                                                |
|  | \| \| polorejnoci (Squatiniformes) \| \| \| \| \| \| pilonosi (Pristiophoriformes) \| \| \| \| |
|  |                                                                                                |
|  | polorejnoci (Squatiniformes)                                                                   |
|  |                                                                                                |
|  | pilonosi (Pristiophoriformes)                                                                  |
|  |                                                                                                |

|  | polorejnoci (Squatiniformes)  |
|  |                               |
|  | pilonosi (Pristiophoriformes) |
|  |                               |

|  | drsnotělci (Echinorhiniformes)                                                                 |
|  |                                                                                                |
|  | \| \| polorejnoci (Squatiniformes) \| \| \| \| \| \| pilonosi (Pristiophoriformes) \| \| \| \| |
|  |                                                                                                |
|  | polorejnoci (Squatiniformes)                                                                   |
|  |                                                                                                |
|  | pilonosi (Pristiophoriformes)                                                                  |
|  |                                                                                                |

|  | polorejnoci (Squatiniformes)  |
|  |                               |
|  | pilonosi (Pristiophoriformes) |
|  |                               |

|  | drsnotělci (Echinorhiniformes)                                                                 |
|  |                                                                                                |
|  | \| \| polorejnoci (Squatiniformes) \| \| \| \| \| \| pilonosi (Pristiophoriformes) \| \| \| \| |
|  |                                                                                                |
|  | polorejnoci (Squatiniformes)                                                                   |
|  |                                                                                                |
|  | pilonosi (Pristiophoriformes)                                                                  |
|  |                                                                                                |

|  | polorejnoci (Squatiniformes)  |
|  |                               |
|  | pilonosi (Pristiophoriformes) |
|  |                               |

|  | drsnotělci (Echinorhiniformes)                                                                 |
|  |                                                                                                |
|  | \| \| polorejnoci (Squatiniformes) \| \| \| \| \| \| pilonosi (Pristiophoriformes) \| \| \| \| |
|  |                                                                                                |
|  | polorejnoci (Squatiniformes)                                                                   |
|  |                                                                                                |
|  | pilonosi (Pristiophoriformes)                                                                  |
|  |                                                                                                |

|  | polorejnoci (Squatiniformes)  |
|  |                               |
|  | pilonosi (Pristiophoriformes) |
|  |                               |

|  | malotlamci (Orectolobiformes)                                                          |
|  |                                                                                        |
|  | \| \| obrouni (Lamniformes) \| \| \| \| \| \| žralouni (Carcharhiniformes) \| \| \| \| |
|  |                                                                                        |
|  | obrouni (Lamniformes)                                                                  |
|  |                                                                                        |
|  | žralouni (Carcharhiniformes)                                                           |
|  |                                                                                        |

|  | obrouni (Lamniformes)        |
|  |                              |
|  | žralouni (Carcharhiniformes) |
|  |                              |

|  | malotlamci (Orectolobiformes)                                                          |
|  |                                                                                        |
|  | \| \| obrouni (Lamniformes) \| \| \| \| \| \| žralouni (Carcharhiniformes) \| \| \| \| |
|  |                                                                                        |
|  | obrouni (Lamniformes)                                                                  |
|  |                                                                                        |
|  | žralouni (Carcharhiniformes)                                                           |
|  |                                                                                        |

|  | obrouni (Lamniformes)        |
|  |                              |
|  | žralouni (Carcharhiniformes) |
|  |                              |

|  | drsnotělci (Echinorhiniformes)                                                                 |
|  |                                                                                                |
|  | \| \| polorejnoci (Squatiniformes) \| \| \| \| \| \| pilonosi (Pristiophoriformes) \| \| \| \| |
|  |                                                                                                |
|  | polorejnoci (Squatiniformes)                                                                   |
|  |                                                                                                |
|  | pilonosi (Pristiophoriformes)                                                                  |
|  |                                                                                                |

|  | polorejnoci (Squatiniformes)  |
|  |                               |
|  | pilonosi (Pristiophoriformes) |
|  |                               |

|  | drsnotělci (Echinorhiniformes)                                                                 |
|  |                                                                                                |
|  | \| \| polorejnoci (Squatiniformes) \| \| \| \| \| \| pilonosi (Pristiophoriformes) \| \| \| \| |
|  |                                                                                                |
|  | polorejnoci (Squatiniformes)                                                                   |
|  |                                                                                                |
|  | pilonosi (Pristiophoriformes)                                                                  |
|  |                                                                                                |

|  | polorejnoci (Squatiniformes)  |
|  |                               |
|  | pilonosi (Pristiophoriformes) |
|  |                               |

|  | drsnotělci (Echinorhiniformes)                                                                 |
|  |                                                                                                |
|  | \| \| polorejnoci (Squatiniformes) \| \| \| \| \| \| pilonosi (Pristiophoriformes) \| \| \| \| |
|  |                                                                                                |
|  | polorejnoci (Squatiniformes)                                                                   |
|  |                                                                                                |
|  | pilonosi (Pristiophoriformes)                                                                  |
|  |                                                                                                |

|  | polorejnoci (Squatiniformes)  |
|  |                               |
|  | pilonosi (Pristiophoriformes) |
|  |                               |

|  | drsnotělci (Echinorhiniformes)                                                                 |
|  |                                                                                                |
|  | \| \| polorejnoci (Squatiniformes) \| \| \| \| \| \| pilonosi (Pristiophoriformes) \| \| \| \| |
|  |                                                                                                |
|  | polorejnoci (Squatiniformes)                                                                   |
|  |                                                                                                |
|  | pilonosi (Pristiophoriformes)                                                                  |
|  |                                                                                                |

|  | polorejnoci (Squatiniformes)  |
|  |                               |
|  | pilonosi (Pristiophoriformes) |
|  |                               |

|  | malotlamci (Orectolobiformes)                                                          |
|  |                                                                                        |
|  | \| \| obrouni (Lamniformes) \| \| \| \| \| \| žralouni (Carcharhiniformes) \| \| \| \| |
|  |                                                                                        |
|  | obrouni (Lamniformes)                                                                  |
|  |                                                                                        |
|  | žralouni (Carcharhiniformes)                                                           |
|  |                                                                                        |

|  | obrouni (Lamniformes)        |
|  |                              |
|  | žralouni (Carcharhiniformes) |
|  |                              |

|  | malotlamci (Orectolobiformes)                                                          |
|  |                                                                                        |
|  | \| \| obrouni (Lamniformes) \| \| \| \| \| \| žralouni (Carcharhiniformes) \| \| \| \| |
|  |                                                                                        |
|  | obrouni (Lamniformes)                                                                  |
|  |                                                                                        |
|  | žralouni (Carcharhiniformes)                                                           |
|  |                                                                                        |

|  | obrouni (Lamniformes)        |
|  |                              |
|  | žralouni (Carcharhiniformes) |
|  |                              |

|  | drsnotělci (Echinorhiniformes)                                                                 |
|  |                                                                                                |
|  | \| \| polorejnoci (Squatiniformes) \| \| \| \| \| \| pilonosi (Pristiophoriformes) \| \| \| \| |
|  |                                                                                                |
|  | polorejnoci (Squatiniformes)                                                                   |
|  |                                                                                                |
|  | pilonosi (Pristiophoriformes)                                                                  |
|  |                                                                                                |

|  | polorejnoci (Squatiniformes)  |
|  |                               |
|  | pilonosi (Pristiophoriformes) |
|  |                               |

|  | drsnotělci (Echinorhiniformes)                                                                 |
|  |                                                                                                |
|  | \| \| polorejnoci (Squatiniformes) \| \| \| \| \| \| pilonosi (Pristiophoriformes) \| \| \| \| |
|  |                                                                                                |
|  | polorejnoci (Squatiniformes)                                                                   |
|  |                                                                                                |
|  | pilonosi (Pristiophoriformes)                                                                  |
|  |                                                                                                |

|  | polorejnoci (Squatiniformes)  |
|  |                               |
|  | pilonosi (Pristiophoriformes) |
|  |                               |

|  | drsnotělci (Echinorhiniformes)                                                                 |
|  |                                                                                                |
|  | \| \| polorejnoci (Squatiniformes) \| \| \| \| \| \| pilonosi (Pristiophoriformes) \| \| \| \| |
|  |                                                                                                |
|  | polorejnoci (Squatiniformes)                                                                   |
|  |                                                                                                |
|  | pilonosi (Pristiophoriformes)                                                                  |
|  |                                                                                                |

|  | polorejnoci (Squatiniformes)  |
|  |                               |
|  | pilonosi (Pristiophoriformes) |
|  |                               |

|  | drsnotělci (Echinorhiniformes)                                                                 |
|  |                                                                                                |
|  | \| \| polorejnoci (Squatiniformes) \| \| \| \| \| \| pilonosi (Pristiophoriformes) \| \| \| \| |
|  |                                                                                                |
|  | polorejnoci (Squatiniformes)                                                                   |
|  |                                                                                                |
|  | pilonosi (Pristiophoriformes)                                                                  |
|  |                                                                                                |

|  | polorejnoci (Squatiniformes)  |
|  |                               |
|  | pilonosi (Pristiophoriformes) |
|  |                               |

|  | malotlamci (Orectolobiformes)                                                          |
|  |                                                                                        |
|  | \| \| obrouni (Lamniformes) \| \| \| \| \| \| žralouni (Carcharhiniformes) \| \| \| \| |
|  |                                                                                        |
|  | obrouni (Lamniformes)                                                                  |
|  |                                                                                        |
|  | žralouni (Carcharhiniformes)                                                           |
|  |                                                                                        |

|  | obrouni (Lamniformes)        |
|  |                              |
|  | žralouni (Carcharhiniformes) |
|  |                              |

|  | malotlamci (Orectolobiformes)                                                          |
|  |                                                                                        |
|  | \| \| obrouni (Lamniformes) \| \| \| \| \| \| žralouni (Carcharhiniformes) \| \| \| \| |
|  |                                                                                        |
|  | obrouni (Lamniformes)                                                                  |
|  |                                                                                        |
|  | žralouni (Carcharhiniformes)                                                           |
|  |                                                                                        |

|  | obrouni (Lamniformes)        |
|  |                              |
|  | žralouni (Carcharhiniformes) |
|  |                              |

|  | drsnotělci (Echinorhiniformes)                                                                 |
|  |                                                                                                |
|  | \| \| polorejnoci (Squatiniformes) \| \| \| \| \| \| pilonosi (Pristiophoriformes) \| \| \| \| |
|  |                                                                                                |
|  | polorejnoci (Squatiniformes)                                                                   |
|  |                                                                                                |
|  | pilonosi (Pristiophoriformes)                                                                  |
|  |                                                                                                |

|  | polorejnoci (Squatiniformes)  |
|  |                               |
|  | pilonosi (Pristiophoriformes) |
|  |                               |

|  | drsnotělci (Echinorhiniformes)                                                                 |
|  |                                                                                                |
|  | \| \| polorejnoci (Squatiniformes) \| \| \| \| \| \| pilonosi (Pristiophoriformes) \| \| \| \| |
|  |                                                                                                |
|  | polorejnoci (Squatiniformes)                                                                   |
|  |                                                                                                |
|  | pilonosi (Pristiophoriformes)                                                                  |
|  |                                                                                                |

|  | polorejnoci (Squatiniformes)  |
|  |                               |
|  | pilonosi (Pristiophoriformes) |
|  |                               |

|  | drsnotělci (Echinorhiniformes)                                                                 |
|  |                                                                                                |
|  | \| \| polorejnoci (Squatiniformes) \| \| \| \| \| \| pilonosi (Pristiophoriformes) \| \| \| \| |
|  |                                                                                                |
|  | polorejnoci (Squatiniformes)                                                                   |
|  |                                                                                                |
|  | pilonosi (Pristiophoriformes)                                                                  |
|  |                                                                                                |

|  | polorejnoci (Squatiniformes)  |
|  |                               |
|  | pilonosi (Pristiophoriformes) |
|  |                               |

|  | drsnotělci (Echinorhiniformes)                                                                 |
|  |                                                                                                |
|  | \| \| polorejnoci (Squatiniformes) \| \| \| \| \| \| pilonosi (Pristiophoriformes) \| \| \| \| |
|  |                                                                                                |
|  | polorejnoci (Squatiniformes)                                                                   |
|  |                                                                                                |
|  | pilonosi (Pristiophoriformes)                                                                  |
|  |                                                                                                |

|  | polorejnoci (Squatiniformes)  |
|  |                               |
|  | pilonosi (Pristiophoriformes) |
|  |                               |

|  | malotlamci (Orectolobiformes)                                                          |
|  |                                                                                        |
|  | \| \| obrouni (Lamniformes) \| \| \| \| \| \| žralouni (Carcharhiniformes) \| \| \| \| |
|  |                                                                                        |
|  | obrouni (Lamniformes)                                                                  |
|  |                                                                                        |
|  | žralouni (Carcharhiniformes)                                                           |
|  |                                                                                        |

|  | obrouni (Lamniformes)        |
|  |                              |
|  | žralouni (Carcharhiniformes) |
|  |                              |

|  | malotlamci (Orectolobiformes)                                                          |
|  |                                                                                        |
|  | \| \| obrouni (Lamniformes) \| \| \| \| \| \| žralouni (Carcharhiniformes) \| \| \| \| |
|  |                                                                                        |
|  | obrouni (Lamniformes)                                                                  |
|  |                                                                                        |
|  | žralouni (Carcharhiniformes)                                                           |
|  |                                                                                        |

|  | obrouni (Lamniformes)        |
|  |                              |
|  | žralouni (Carcharhiniformes) |
|  |                              |

|  | drsnotělci (Echinorhiniformes)                                                                 |
|  |                                                                                                |
|  | \| \| polorejnoci (Squatiniformes) \| \| \| \| \| \| pilonosi (Pristiophoriformes) \| \| \| \| |
|  |                                                                                                |
|  | polorejnoci (Squatiniformes)                                                                   |
|  |                                                                                                |
|  | pilonosi (Pristiophoriformes)                                                                  |
|  |                                                                                                |

|  | polorejnoci (Squatiniformes)  |
|  |                               |
|  | pilonosi (Pristiophoriformes) |
|  |                               |

|  | drsnotělci (Echinorhiniformes)                                                                 |
|  |                                                                                                |
|  | \| \| polorejnoci (Squatiniformes) \| \| \| \| \| \| pilonosi (Pristiophoriformes) \| \| \| \| |
|  |                                                                                                |
|  | polorejnoci (Squatiniformes)                                                                   |
|  |                                                                                                |
|  | pilonosi (Pristiophoriformes)                                                                  |
|  |                                                                                                |

|  | polorejnoci (Squatiniformes)  |
|  |                               |
|  | pilonosi (Pristiophoriformes) |
|  |                               |

|  | drsnotělci (Echinorhiniformes)                                                                 |
|  |                                                                                                |
|  | \| \| polorejnoci (Squatiniformes) \| \| \| \| \| \| pilonosi (Pristiophoriformes) \| \| \| \| |
|  |                                                                                                |
|  | polorejnoci (Squatiniformes)                                                                   |
|  |                                                                                                |
|  | pilonosi (Pristiophoriformes)                                                                  |
|  |                                                                                                |

|  | polorejnoci (Squatiniformes)  |
|  |                               |
|  | pilonosi (Pristiophoriformes) |
|  |                               |

|  | drsnotělci (Echinorhiniformes)                                                                 |
|  |                                                                                                |
|  | \| \| polorejnoci (Squatiniformes) \| \| \| \| \| \| pilonosi (Pristiophoriformes) \| \| \| \| |
|  |                                                                                                |
|  | polorejnoci (Squatiniformes)                                                                   |
|  |                                                                                                |
|  | pilonosi (Pristiophoriformes)                                                                  |
|  |                                                                                                |

|  | polorejnoci (Squatiniformes)  |
|  |                               |
|  | pilonosi (Pristiophoriformes) |
|  |                               |

|  | malotlamci (Orectolobiformes)                                                          |
|  |                                                                                        |
|  | \| \| obrouni (Lamniformes) \| \| \| \| \| \| žralouni (Carcharhiniformes) \| \| \| \| |
|  |                                                                                        |
|  | obrouni (Lamniformes)                                                                  |
|  |                                                                                        |
|  | žralouni (Carcharhiniformes)                                                           |
|  |                                                                                        |

|  | obrouni (Lamniformes)        |
|  |                              |
|  | žralouni (Carcharhiniformes) |
|  |                              |

|  | malotlamci (Orectolobiformes)                                                          |
|  |                                                                                        |
|  | \| \| obrouni (Lamniformes) \| \| \| \| \| \| žralouni (Carcharhiniformes) \| \| \| \| |
|  |                                                                                        |
|  | obrouni (Lamniformes)                                                                  |
|  |                                                                                        |
|  | žralouni (Carcharhiniformes)                                                           |
|  |                                                                                        |

|  | obrouni (Lamniformes)        |
|  |                              |
|  | žralouni (Carcharhiniformes) |
|  |                              |

|  | drsnotělci (Echinorhiniformes)                                                                 |
|  |                                                                                                |
|  | \| \| polorejnoci (Squatiniformes) \| \| \| \| \| \| pilonosi (Pristiophoriformes) \| \| \| \| |
|  |                                                                                                |
|  | polorejnoci (Squatiniformes)                                                                   |
|  |                                                                                                |
|  | pilonosi (Pristiophoriformes)                                                                  |
|  |                                                                                                |

|  | polorejnoci (Squatiniformes)  |
|  |                               |
|  | pilonosi (Pristiophoriformes) |
|  |                               |

|  | drsnotělci (Echinorhiniformes)                                                                 |
|  |                                                                                                |
|  | \| \| polorejnoci (Squatiniformes) \| \| \| \| \| \| pilonosi (Pristiophoriformes) \| \| \| \| |
|  |                                                                                                |
|  | polorejnoci (Squatiniformes)                                                                   |
|  |                                                                                                |
|  | pilonosi (Pristiophoriformes)                                                                  |
|  |                                                                                                |

|  | polorejnoci (Squatiniformes)  |
|  |                               |
|  | pilonosi (Pristiophoriformes) |
|  |                               |

|  | drsnotělci (Echinorhiniformes)                                                                 |
|  |                                                                                                |
|  | \| \| polorejnoci (Squatiniformes) \| \| \| \| \| \| pilonosi (Pristiophoriformes) \| \| \| \| |
|  |                                                                                                |
|  | polorejnoci (Squatiniformes)                                                                   |
|  |                                                                                                |
|  | pilonosi (Pristiophoriformes)                                                                  |
|  |                                                                                                |

|  | polorejnoci (Squatiniformes)  |
|  |                               |
|  | pilonosi (Pristiophoriformes) |
|  |                               |

|  | drsnotělci (Echinorhiniformes)                                                                 |
|  |                                                                                                |
|  | \| \| polorejnoci (Squatiniformes) \| \| \| \| \| \| pilonosi (Pristiophoriformes) \| \| \| \| |
|  |                                                                                                |
|  | polorejnoci (Squatiniformes)                                                                   |
|  |                                                                                                |
|  | pilonosi (Pristiophoriformes)                                                                  |
|  |                                                                                                |

|  | polorejnoci (Squatiniformes)  |
|  |                               |
|  | pilonosi (Pristiophoriformes) |
|  |                               |

|  | malotlamci (Orectolobiformes)                                                          |
|  |                                                                                        |
|  | \| \| obrouni (Lamniformes) \| \| \| \| \| \| žralouni (Carcharhiniformes) \| \| \| \| |
|  |                                                                                        |
|  | obrouni (Lamniformes)                                                                  |
|  |                                                                                        |
|  | žralouni (Carcharhiniformes)                                                           |
|  |                                                                                        |

|  | obrouni (Lamniformes)        |
|  |                              |
|  | žralouni (Carcharhiniformes) |
|  |                              |

|  | malotlamci (Orectolobiformes)                                                          |
|  |                                                                                        |
|  | \| \| obrouni (Lamniformes) \| \| \| \| \| \| žralouni (Carcharhiniformes) \| \| \| \| |
|  |                                                                                        |
|  | obrouni (Lamniformes)                                                                  |
|  |                                                                                        |
|  | žralouni (Carcharhiniformes)                                                           |
|  |                                                                                        |

|  | obrouni (Lamniformes)        |
|  |                              |
|  | žralouni (Carcharhiniformes) |
|  |                              |

|  | drsnotělci (Echinorhiniformes)                                                                 |
|  |                                                                                                |
|  | \| \| polorejnoci (Squatiniformes) \| \| \| \| \| \| pilonosi (Pristiophoriformes) \| \| \| \| |
|  |                                                                                                |
|  | polorejnoci (Squatiniformes)                                                                   |
|  |                                                                                                |
|  | pilonosi (Pristiophoriformes)                                                                  |
|  |                                                                                                |

|  | polorejnoci (Squatiniformes)  |
|  |                               |
|  | pilonosi (Pristiophoriformes) |
|  |                               |

|  | drsnotělci (Echinorhiniformes)                                                                 |
|  |                                                                                                |
|  | \| \| polorejnoci (Squatiniformes) \| \| \| \| \| \| pilonosi (Pristiophoriformes) \| \| \| \| |
|  |                                                                                                |
|  | polorejnoci (Squatiniformes)                                                                   |
|  |                                                                                                |
|  | pilonosi (Pristiophoriformes)                                                                  |
|  |                                                                                                |

|  | polorejnoci (Squatiniformes)  |
|  |                               |
|  | pilonosi (Pristiophoriformes) |
|  |                               |

|  | drsnotělci (Echinorhiniformes)                                                                 |
|  |                                                                                                |
|  | \| \| polorejnoci (Squatiniformes) \| \| \| \| \| \| pilonosi (Pristiophoriformes) \| \| \| \| |
|  |                                                                                                |
|  | polorejnoci (Squatiniformes)                                                                   |
|  |                                                                                                |
|  | pilonosi (Pristiophoriformes)                                                                  |
|  |                                                                                                |

|  | polorejnoci (Squatiniformes)  |
|  |                               |
|  | pilonosi (Pristiophoriformes) |
|  |                               |

|  | drsnotělci (Echinorhiniformes)                                                                 |
|  |                                                                                                |
|  | \| \| polorejnoci (Squatiniformes) \| \| \| \| \| \| pilonosi (Pristiophoriformes) \| \| \| \| |
|  |                                                                                                |
|  | polorejnoci (Squatiniformes)                                                                   |
|  |                                                                                                |
|  | pilonosi (Pristiophoriformes)                                                                  |
|  |                                                                                                |

|  | polorejnoci (Squatiniformes)  |
|  |                               |
|  | pilonosi (Pristiophoriformes) |
|  |                               |

|  | malotlamci (Orectolobiformes)                                                          |
|  |                                                                                        |
|  | \| \| obrouni (Lamniformes) \| \| \| \| \| \| žralouni (Carcharhiniformes) \| \| \| \| |
|  |                                                                                        |
|  | obrouni (Lamniformes)                                                                  |
|  |                                                                                        |
|  | žralouni (Carcharhiniformes)                                                           |
|  |                                                                                        |

|  | obrouni (Lamniformes)        |
|  |                              |
|  | žralouni (Carcharhiniformes) |
|  |                              |

|  | malotlamci (Orectolobiformes)                                                          |
|  |                                                                                        |
|  | \| \| obrouni (Lamniformes) \| \| \| \| \| \| žralouni (Carcharhiniformes) \| \| \| \| |
|  |                                                                                        |
|  | obrouni (Lamniformes)                                                                  |
|  |                                                                                        |
|  | žralouni (Carcharhiniformes)                                                           |
|  |                                                                                        |

|  | obrouni (Lamniformes)        |
|  |                              |
|  | žralouni (Carcharhiniformes) |
|  |                              |

### Evoluce

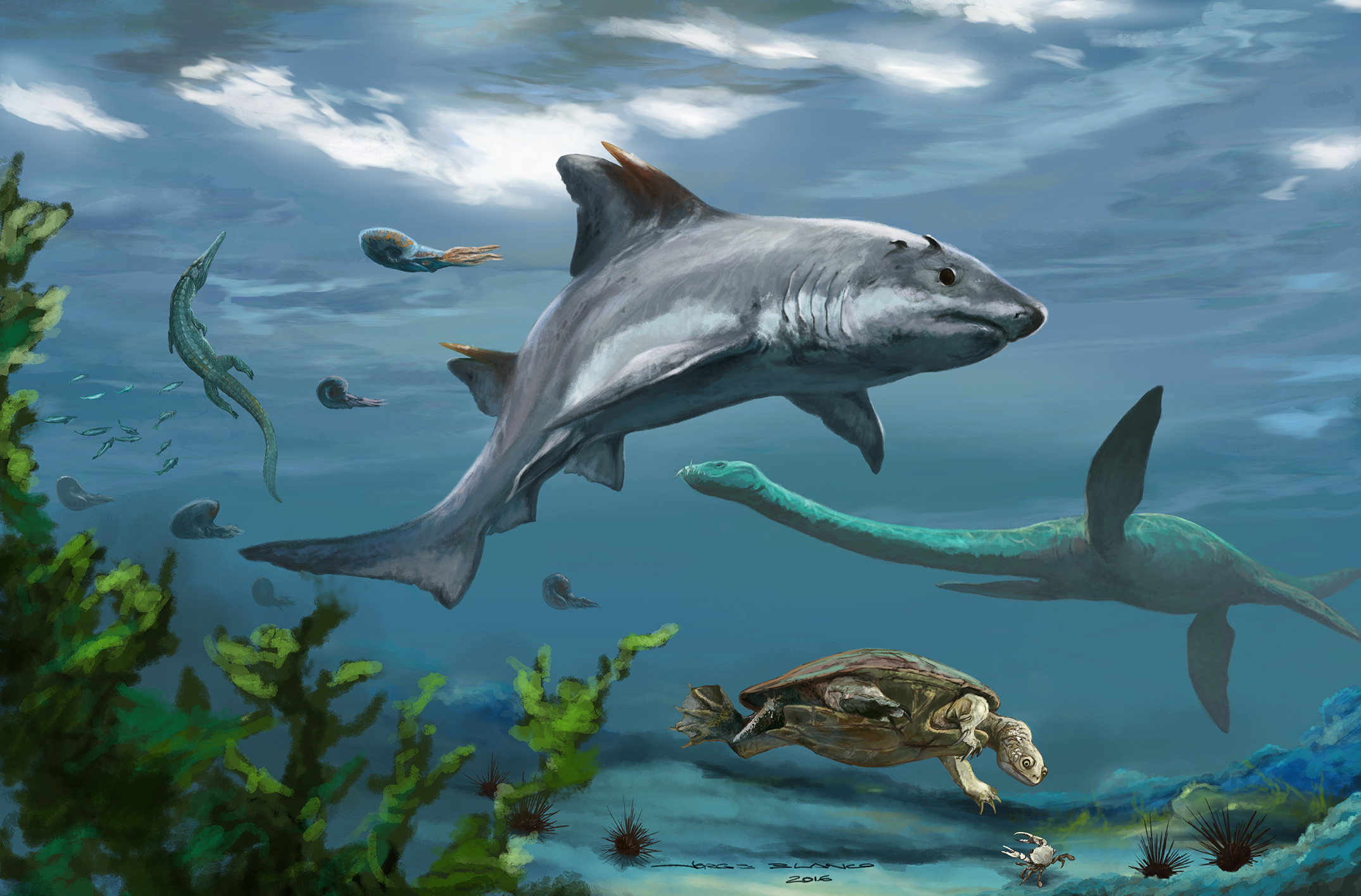
Druhohorní „žraloci“ z řádu Hybodontiformes jsou sice recentním žralokům mnohem bližší než prvohorní paryby, přesto jsou ale sesterskou skupinou všech dnešních příčnoústých (včetně rejnoků) a mezi pravé žraloky tedy nepatří

Co se týče evoluce žraloků a nejstarších zástupců této skupiny, je třeba rozlišovat, zda se míní prehistorický vývoj monofyletické skupiny žraloci (Selachii) poté, co se oddělila od sesterské skupiny rejnoci, nebo zda jsou zahrnuty i starší formy, které měly podobný styl života a do značné míry i vzhled jako moderní žraloci, ale ve skutečnosti jsou to zástupci kmenové linie příčnoústých (resp. paryb), a jsou tedy ve shodném příbuzenském vztahu jak ke žralokům, tak i k rejnokům (resp. k chimérám). Označovat takové tvory za „žraloky“ potom není zcela korektní, byť je většinou připomínají mnohem více nežli třeba rejnoky (žraloci se totiž na rozdíl od rejnoků tolik neodchýlili od původní stavby těla paryb). Každopádně v mnoha publikacích včetně těch odborných se lze běžně setkat s označením „žralok“ pro tyto archaické tvory, jen je třeba mít na paměti, že pak jde spíše o neformální pojem vystihující podobnost a styl života, ale ne o označení taxonu žraloci. Takto jsou za starobylé žraloky běžně označováni zástupci prvohorních paryb (viz např. významné rody Cladoselache, Xenacanthus, Helicoprion a řada dalších), a to jak v české, tak anglicky psané literatuře. V žádném z těchto případů ale nejde o zástupce nadřádu žraloci.    

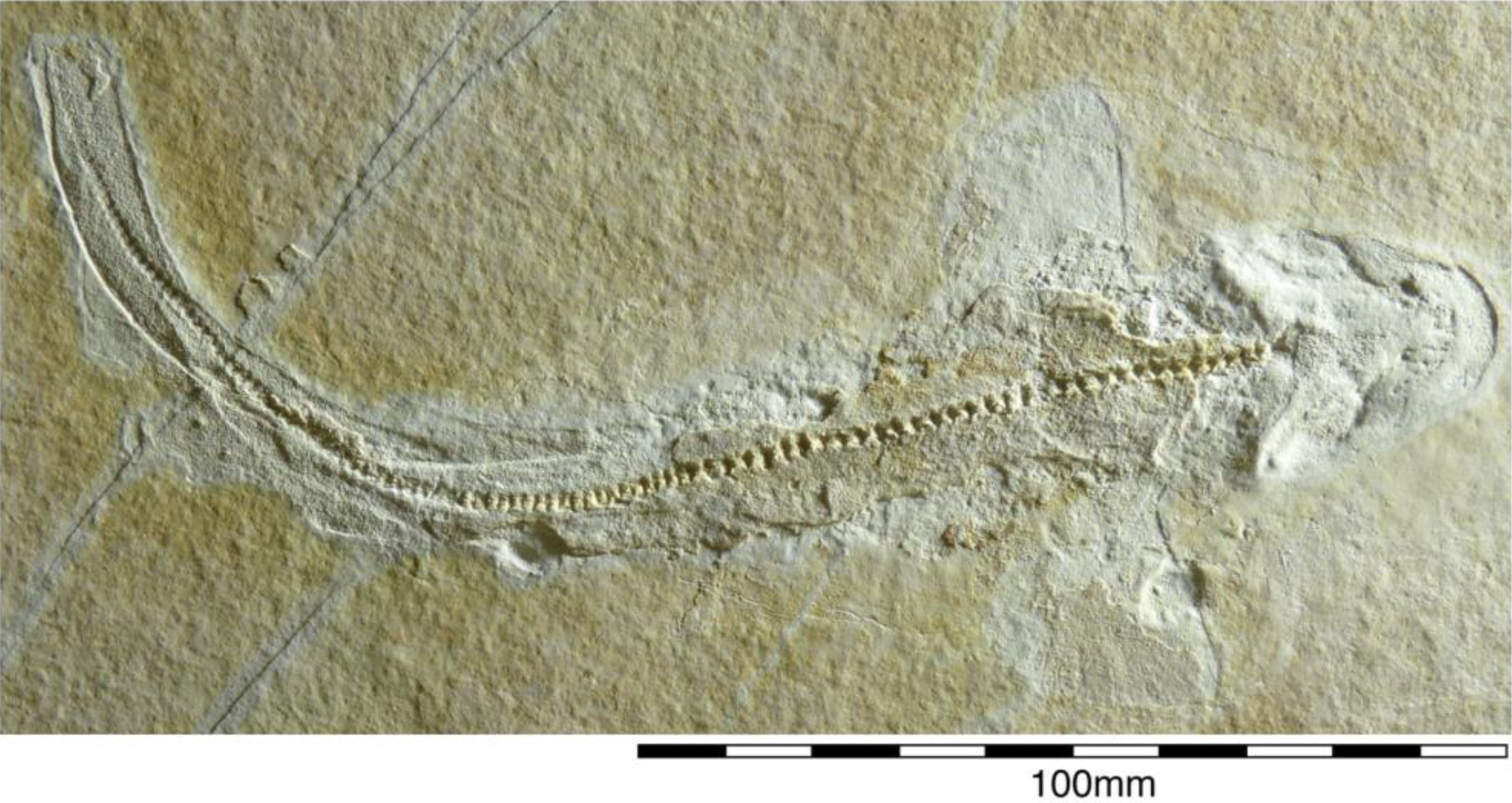
Jurský Synechodus (Synechodontiformes)

„Praví“ žraloci jsou přitom až druhohorního či velmi pozdně prvohorního stáří, většina současných řádů se objevila ve fosilním záznamu v juře, některé až v křídě. Čistě fosilní skupinou žraloků je řád Synechodontiformes, jehož monofylie i příbuzenské vztahy nejsou jisté (mohou být sesterskou skupinou všech ostatních žraloků, ale i jejich vnitřní skupinou nebo parafyletickým, ne-li polyfyletickým seskupením při bázi jejich evolučního stromu). Nejstarší zuby, které je možné k synechodontiformním žralokům přiřadit, byť s určitou mírou nejistoty, pocházejí již z konce permu a z triasu. Typičtí zástupci tohoto řádu jsou ale mnohem mladší, jurští a křídoví, podobně jako ostatní žraločí řády. Podle odhadů založených na tzv. molekulárních hodinách kalibrovaných fosilními doklady se od sebe patrně oddělily dvě hlavní podskupiny žraloků, Squalomorphi a Galeomorphi, na samém počátku druhohor. Od rejnoků se podle těchto dat žraloci nejspíše evolučně oddělili již během permu a na sklonku prvohor tudíž existovala jejich kmenová skupina (tj. druhy bližší dnešním žralokům nežli rejnokům, které však dosud nepatřily ani do jedné ze zmíněných recentních podskupin).

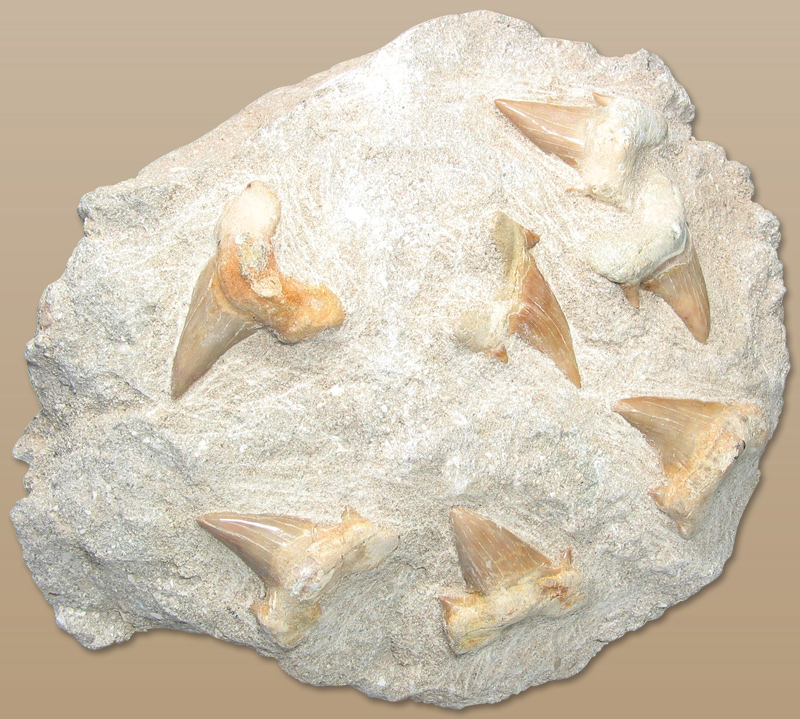
Fosilizované žraločí zuby

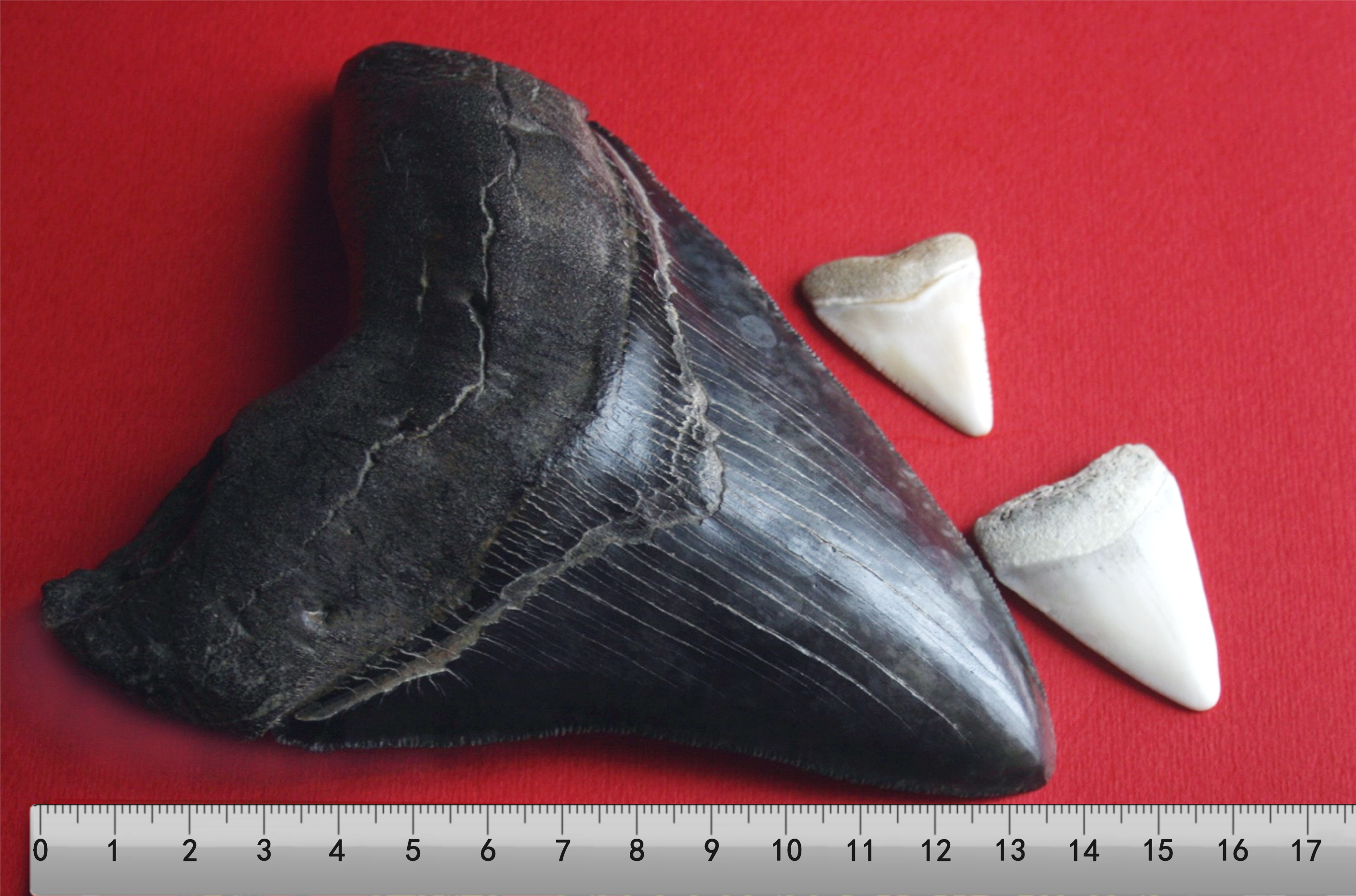
Zub megalodona ve srovnání se zuby žraloka bílého

Ve fosilním záznamu jsou žraloci dobře dokumentováni především svými zuby, kvalitně zachovalých kompletních nálezů je naopak málo. I tak lze řadu taxonů podle zubů dobře rozpoznat a díky hojnosti nálezů sledovat jejich vývoj a výskyt v čase. Mezi nejstarší nálezy dobře zařaditelné do řádů známých z dnešní fauny patří spodnojurské nálezy zubů různozubců a šedounů (přičemž štíhlounovití považovaní za primitivní žraloky jsou doloženi až z mnohem mladších vrstev: ze svrchní křídy). Ze spodní jury pocházejí i zuby řazené provizorně mezi malotlamce. Žralouni jsou doloženi se střední jury, z pozdní jury pak pochází např. doklady ostrounů, obrounů nebo polorejnoků. Křídového stáří jsou mj. nejstarší fosilie pilonosů. Některé svrchnokřídové nálezy již lze zařadit do recentních rodů.
Asi nejslavnějším fosilním žralokem je obrovský žralok megalodon (Otodus megalodon), který dosahoval snad až 20 m, spíše však méně (asi do 16 m). Žil přitom relativně nedávno: podle všeho vymřel v průběhu pliocénu asi před 3,5 miliónem let. Paleontologické nálezy naznačují, že se jednalo o aktivního predátora tehdejších kytovců, např. drobných (max. pětimetrových) kosticovců Piscobalaena nana.

## Vztah k člověku

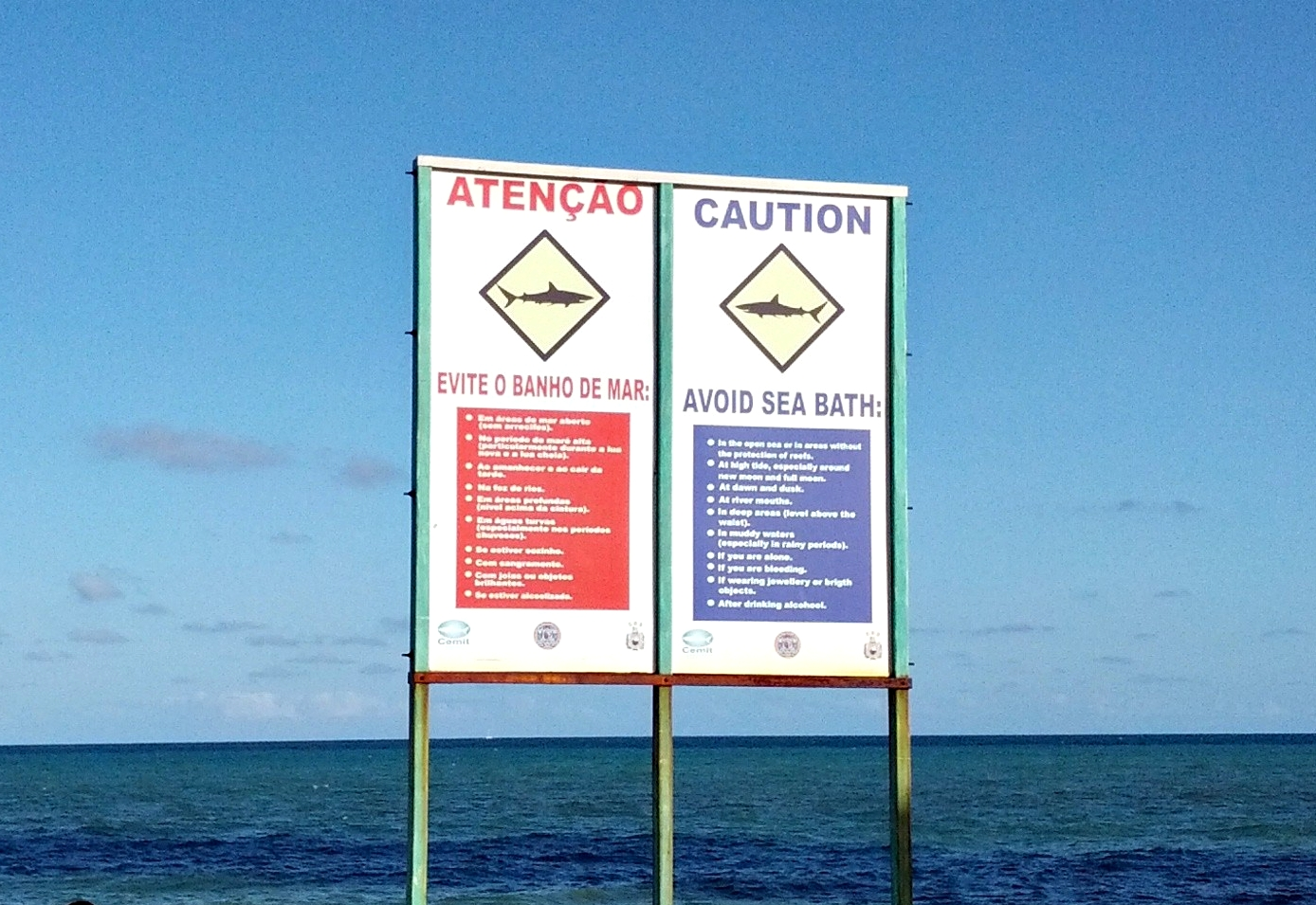
Cedule varující před žraloky v Brazílii

### Útoky žraloků
Útoky žraloků na člověka, obzvlášť útoky s tragickým koncem, jsou ve srovnání s mnoha jinými riziky velice vzácné. Pro srovnání: odhaduje se, že na každých 3,5 miliónu návštěv pláží za účelem koupání připadá asi jedno utonutí, kdežto jedno pokousání žralokem (ne nutně smrtelné) připadá asi na 11,5 miliónu návštěv pláží. Mnohá pokousání jsou „kousnutí omylem“ menším druhem, který chňapne po pohybující se končetině, která může připomínat kořist. Takováto kousnutí většinou ani nevyžadují ošetření. Skutečně nebezpečná můžou být kousnutí velkými žraloky (nejčastěji žralok bílý, tygří a bělavý). Taková kousnutí, i když potom žralok odplave, mohou končit smrtí vykrvácením nebo utonutím. Nejvíce útoků žraloků na lidi je hlášeno z Floridy (asi 1 pokousání na 0,5 miliónu návštěv pláže). Podle záznamů International Shark Attack File bylo v dekádě 2010–2019 zaznamenáno celosvětově 800 nevyprovokovaných útoků na člověka, z čehož asi 55 (tj. necelých 7 procent) skončilo fatálně.

### V kultuře

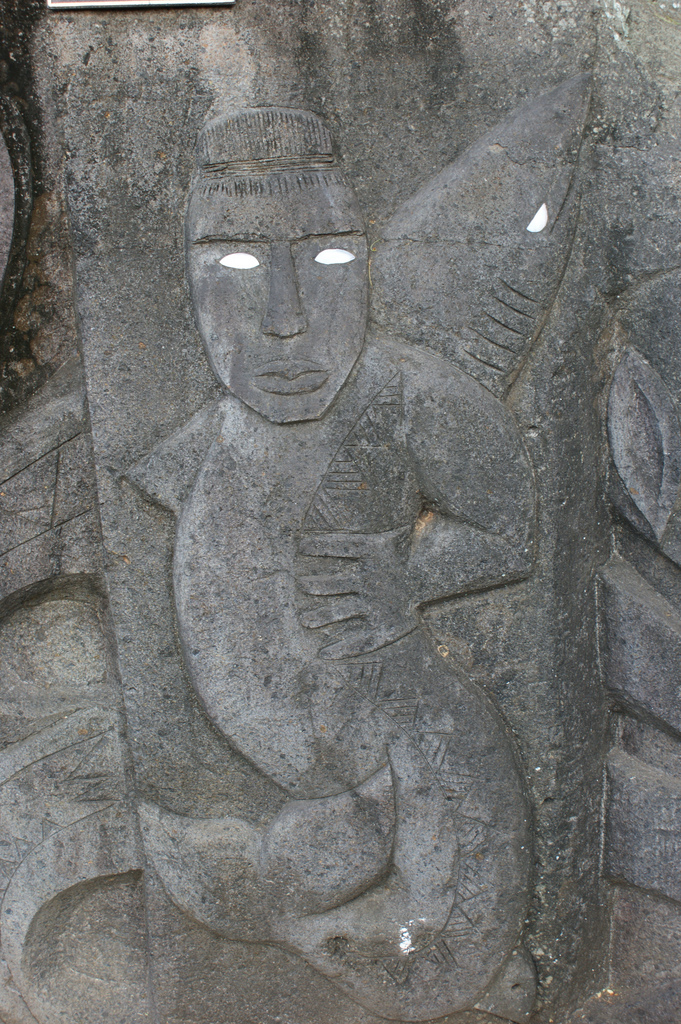
Napůl člověk, napůl žralok na reliéfu z Cookových ostrovů

Coby charismatičtí a potenciálně nebezpeční tvorové jsou žraloci významnou součástí folkloru a legend různých přímořských etnik. Žraloky inspirovaná mytologie je obzvláště bohatá v pacifické oblasti. Spíše v pozitivních rolích, coby ochránci a průvodci, případně i prohřešky trestající (polo)bohové se žraloci hojně vyskytují v příbězích Polynésanů. Příběhy o polo-lidech / polo-žralocích v různých mytologických rolích jsou vyprávěné na Havaji, ale i na Fidži, Tonga, Cookových ostrovech, Novém Zélandu aj.
V modernější době žraloci inspirovali spíše hrůzostrašné příběhy, v nichž se stávají nemilosrdnými zabijáky. Nejznámější z těchto příběhů je kniha Petera Benchleyho Čelisti, která hlavně ve své filmové verzi režírované Stevenem Spielbergem ovlivnila v 70. letech veřejné mínění v neprospěch žraloků.

### Ohrožení, ochrana

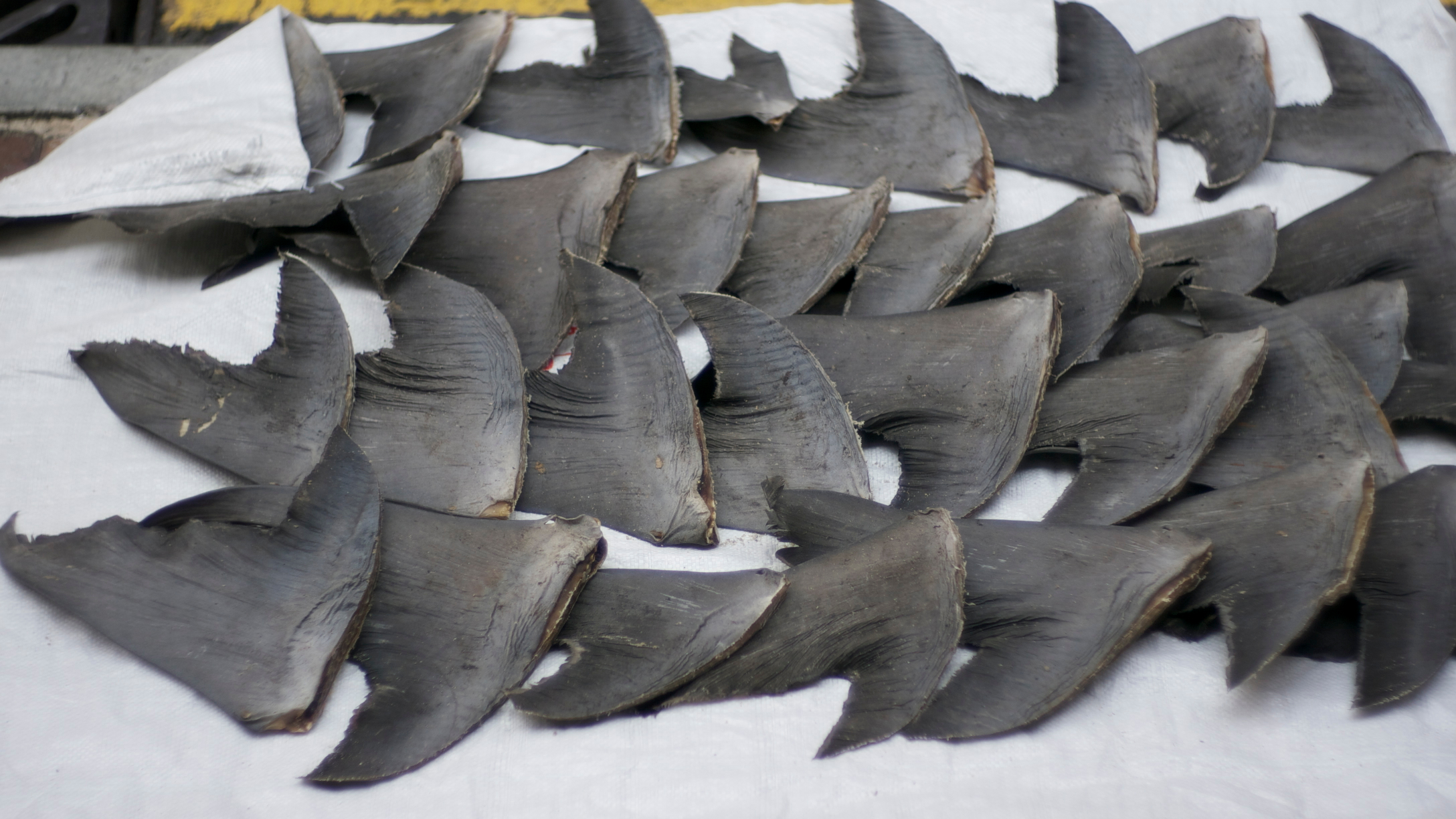
Sušení odříznutých žraločích ploutví

Žraloci jsou spíše K-stratégové, tedy živočichové, kteří investují především do kvality, nikoli kvantity potomstva a dospívají dosti pozdě. Jejich reprodukce je proto velmi pomalá. Jako vrcholoví predátoři se navíc na jednotlivých lokalitách většinou nevyskytují v příliš velkých počtech (jejich abundance je nízká). To vše přispívá k pomalé přirozené obnově jejich populací a tudíž k jejich vysoké zranitelnosti lovem, případně úbytkem kořisti a dalšími člověkem způsobovanými faktory. Lokální populace mohou být zdecimovány během několika málo let, jak dokládá několik příkladů z historie rybolovu. Například žralok sleďový začal být na západním pobřeží severního Atlantiku systematicky loven v roce 1961. V tomto roce činil jeho výlov asi 1575 tun, během tří let dosáhl vrcholu (přes 7000 tun) a následně zkolaboval, na lokalitách postižených lovem se vyskytoval jen zlomek původní populace. Populace žraloků obecně zejména během několika posledních dekád 20. století významně poklesly, a to asi o 50–80 %. Tento globální populační pokles byl asi nejvíce patrný během 80. let 20. století jak kvůli rozmachu rybolovu obecně, tak kvůli zvýšené poptávce po žraločích produktech speciálně. Odhaduje se, že během let 2012–2019 vzrostl počet ulovených žraloků z 76 na 80 miliónů jedinců, z toho asi 25 miliónů kusů patřilo k ohroženým druhům.

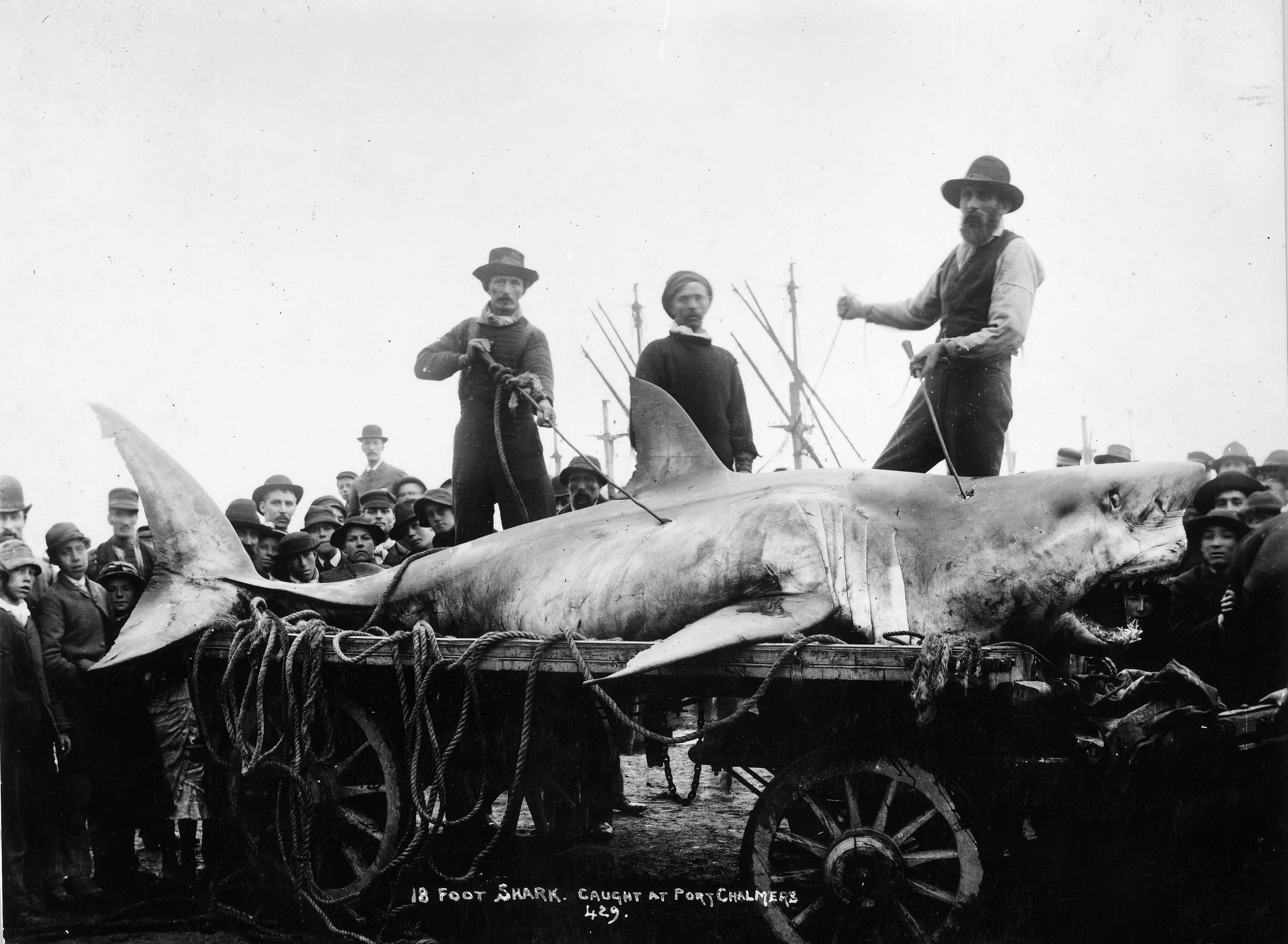
Žralok ulovený kolem r. 1900 u pobřeží Nového Zélandu

Žraloci jsou loveni jednak pro trofeje (čelisti, zuby), případně pro orgány používané např. v lidové medicíně, ale ve větším měřítku i pro maso, olej z jater a v neposlední řadě pro kolagenem bohaté ploutve, z nichž se hlavně v Asii vaří velmi žádaná polévka. Cena ploutví díky tomu může až několikanásobně přesáhnout cenu žraločího masa. Žraločí ploutve se z uloveného žraloka snadno a rychle získávají (odříznutím) a lze je na rozdíl od masa snadno skladovat, proto je běžnou praktikou hození žraloka bez ploutví zpět do vody, kde neschopen odplavat pomalu klesne ke dnu a pojde. Další kontroverzní důvod pro lov žraloků je údajný (neprokázaný) protirakovinný účinek prášku z jejich chrupavek založený na pověře, že žraloci netrpí rakovinou. Na druhou stranu aminosterol skvalamin obsažený hlavně v játrech žraloků (lze jej ale i uměle syntetizovat) protirakovinné a další farmakologické účinky skutečně má a je dále studován.

## Taxonomický přehled
Následuje taxonomický přehled řádů (včetně hlavních znaků) a čeledí, za čeleděmi je uveden počet popsaných druhů:
Nadřád: žraloci (Selachii)
- Skupina: Squalomorphi
  - Řád: šedouni (Hexanchiformes): žraloci s vyšším počtem žaberních štěrbin (6 či 7) a jedinou hřbetní ploutví
    - Čeleď: štíhlounovití (Chlamydoselachidae); 2 dr.
    - Čeleď: šedounovití (Hexanchidae); 5 dr.

  - Řád: ostrouni (Squaliformes): chybí jim řitní ploutev
    - Čeleď: bezkýlovcovití (Centrophoridae); 16 dr.
    - Čeleď: Etmopteridae; 51 dr.
    - Čeleď: Somniosidae; 16 dr.
    - Čeleď: Oxynotidae; 5 dr.
    - Čeleď: světlounovití (Dalatiidae); 10 dr.
    - Čeleď: ostrounovití(Squalidae); 37 dr.

  - Řád: drsnotělci (Echinorhiniformes): řitní ploutev chybí, na těle výrazné ostnité šupiny
    - Čeleď: drsnotělcovití (Echinorhinidae); 2 dr.

  - Řád: polorejnoci (Squatiniformes): zploštělé tělo, bez řitní ploutve 
    - Čeleď: polorejnokovití (Squatinidae); 22 dr.

  - Řád: pilonosi (Pristiophoriformes): řitní ploutev chybí, na protaženém rypci výrazné zuby 
    - Čeleď: pilonosovití (Pristiophoriformes); 10 dr.
- Skupina: Galeomorphi
  - Řád: různozubci (Heterodontiformes): zadní zuby ploché, vysoká hlava
    - Čeleď: různozubcovití (Heterodontidae); 9 dr.

  - Řád: malotlamci (Orectolobiformes): časté vousky, spirákulum nedaleko za okem 
    - Čeleď: kobercovcovití (Parascyllidae); 8 dr.
    - Čeleď: slepounovití (Brachaeluridae); 2 dr.
    - Čeleď: wobegongovití (Orectolobidae); 12 dr.
    - Čeleď: žralůčkovití (Hemiscylliidae); 17 dr.
    - Čeleď: vouskatcovití (Ginglymostomatidae); 4 dr.
    - Čeleď: pruhovcovití (Stegostomatidae); 1 dr.
    - Čeleď: veležralokovití (Rhincodontidae); 1 dr.

  - Řád: obrouni (Lamniformes): široká ústa, malé spirákulum, střevní řasa v podobě kruhovitých lamel 
    - Čeleď: hlavorohovití (Mitsukurinidae); 1 dr.
    - Čeleď: písečníkovití (Odontaspididae); 3 dr.
    - Čeleď: krokodýlovcovití (Pseudocarchariidae); 1 dr.
    - Čeleď: liškounovití (Alopiidae); 3 dr.
    - Čeleď: velkotlamcovití (Megachasmidae); 1 dr.
    - Čeleď: obrounovití (Cetorhinidae); 1 dr.
    - Čeleď: lamnovití (Lamnidae); 5 dr.

  - Řád: žralouni (Carcharhiniformes): široká ústa, chybí žaberní tyčinky, vyvinuta mžurka, spirakulum často chybí 
    - Čeleď: máčkovití (Scyliorhinidae); 50 dr.
    - Čeleď: pruhounovití (Proscylliidae); 6 dr.
    - Čeleď: mnohozubcovití (Pseudotriakidae); 5 dr.
    - Čeleď: vousatcovití (Leptochariidae); 1 dr.
    - Čeleď: hladkounovití (Triakidae); 45 dr.
    - Čeleď: velkookatcovití (Hemigaleidae); 8 dr.
    - Čeleď: modrounovití (Carcharhinidae); 57 dr.
    - Čeleď: kladivounovití (Sphyrnidae); 9 dr.
    - Čeleď: Pentanchidae; 110 dr.

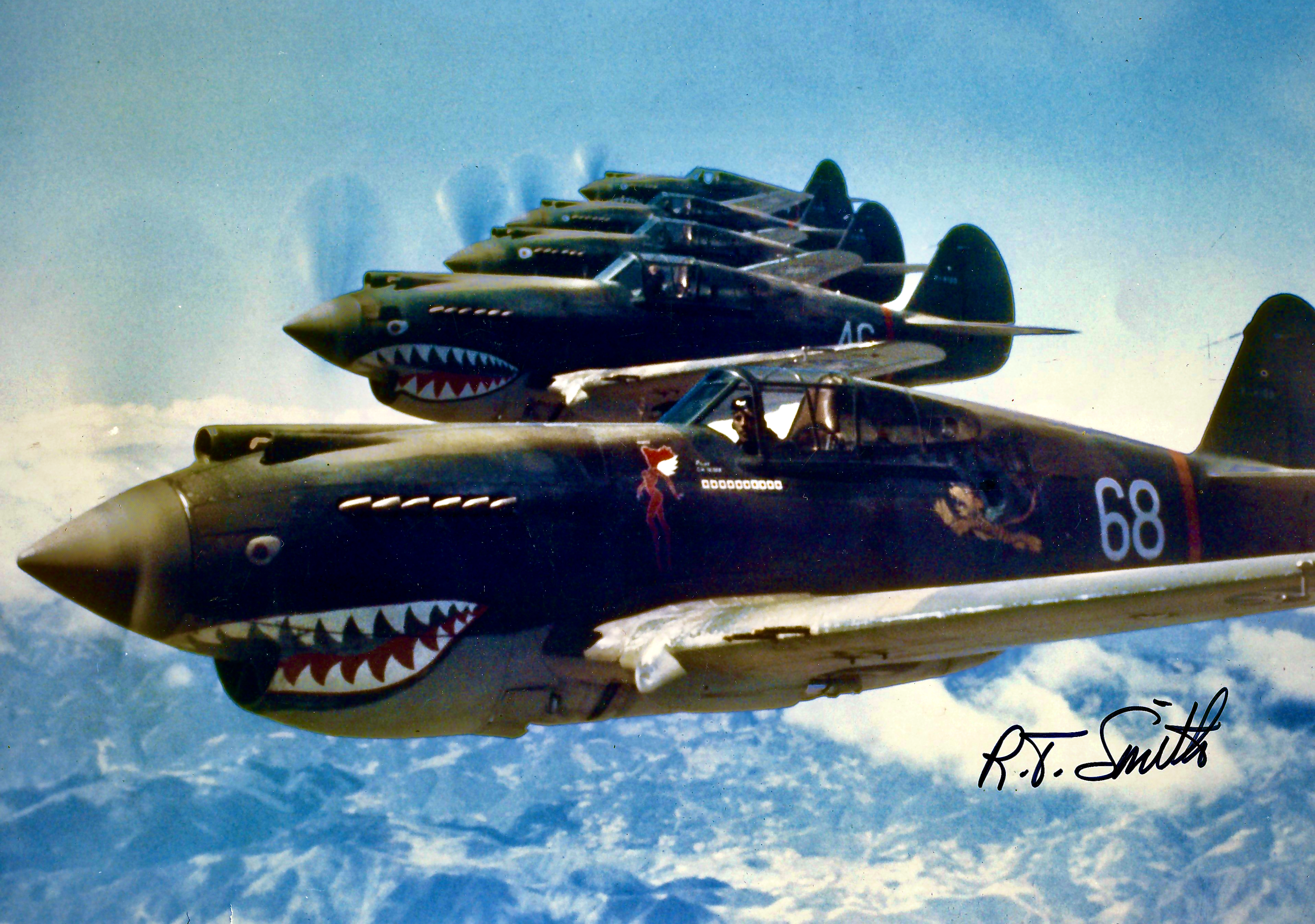
Létající tygři, americká dobrovolnická skupina, která působila v Číně v letech 1941 a 1942 za druhé čínsko-japonské války, měla letouny vyzdobené žraločím motivem

#### Česky
- HANEL, Lubomír, 2000. Ryby (2). 1. vyd. Praha: Albatros. (Svět zvířat; sv. IX). ISBN 80-00-00830-0. Kapitola Příčnoústí (Elasmobranchii), s. 107–124.
- MANIGUET, Xavier. Žraloci. Praha: Svoboda, 1994. 348 s. Dostupné online. ISBN 80-205-0456-7.

#### Anglicky
- EBERT, David A.; DANDO, Marc; FOWLER, Sarah L. Sharks of the world: a complete guide. New Jersey: Princeton University Press 607 s. ISBN 978-0-691-21087-2, ISBN 978-0-691-20599-1.
- HELFMAN, Gene S., et al. The Diversity of Fishes. 2. vyd. [s.l.]: Wiley-Blackwell, 2009. Dostupné online. ISBN 978-1-4051-2494-2. Kapitola Chondrichthyes: sharks, skates, rays, and chimaeras, s. 206–230.
- KLIMLEY, A. Peter. The biology of sharks and rays. Chicago: Univ. of Chicago Press, 2013. 512 s. ISBN 978-0-226-92308-6, ISBN 978-0-226-44249-5.